# Открытые судебные процессы в отношении иностранных военных преступников в СССР (1943—1949)

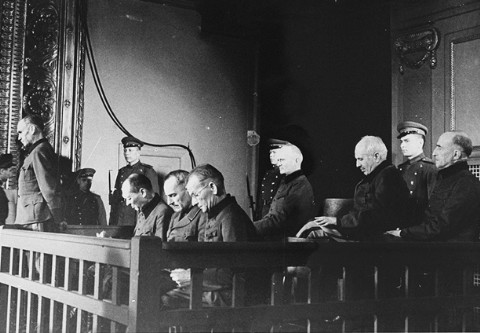
Подсудимые (семь генералов и полковников) на Рижском судебном процессе

Откры́тые суде́бные проце́ссы в отноше́нии иностра́нных вое́нных престу́пников в СССР (1943—1949) — серия публичных судебных процессов в отношении военнослужащих нацистской Германии, Румынии, Японии и Венгрии по обвинению в совершении военных преступлений. Всех обвиняемых судили по статье 1 Указа Президиума Верховного совета СССР от 19 апреля 1943 года. Процессы проходили в разных советских городах. Всего в 1943—1949 годах состоялось 19 открытых процессов над иностранцами, обвиненными в военных преступлениях. Наименьшее число осуждённых иностранцев (3 человека) было на Харьковском процессе, а наибольшее (22 осуждённых иностранца) — на Полтавском процессе.
По итогам всех процессов были осуждены 252 иностранца, из которых подавляющее большинство составляли немецкие военнослужащие. Часть осуждённых была приговорена к публичному повешению, остальные получили каторжные работы. Процессы были открытыми и проводились в специальных больших залах, куда допускали журналистов, а также обычных граждан. В ряде случаев организовывали трансляцию процессов на улицу. Подсудимым предоставляли советских адвокатов. По итогам процессов в СССР были сняты документальные фильмы, выпущены специальные брошюры (в которых, в частности, публиковали некоторые судебные документы). Судебные заседания освещались в центральной («Правде», «Известиях») и местной советской прессе.
В 1955—1956 годах в связи с установлением отношений между СССР, ФРГ и Японией большинство осуждённых к каторжным работам было репатриировано на родину.

## Формирование нормативно-правовой базы для открытых процессов
В 1941—1942 годах войска Германии и ее союзников оккупировали значительную часть территории СССР. На оккупированных территориях имели место военные преступления: массовые убийства мирного населения, советских военнопленных, принудительный угон местных жителей в Германию, уничтожение населенных пунктов и культурных ценностей.
В 1942—1943 годах в СССР была сформирована правовая база для предания суду иностранных военнослужащих за эти деяния и организован процесс сбора доказательств:
- В ноябре 1942 года указом Президиума Верховного Совета СССР была создана Чрезвычайная государственная комиссия по установлению и расследованию злодеяний немецко-фашистских захватчиков и их сообщников (ЧГК);
- 19 апреля 1943 года появился указ «О мерах наказания для немецко-фашистских злодеев, виновных в убийствах и истязаниях советского гражданского населения и пленных красноармейцев, для шпионов, изменников родины из числа советских граждан и для их пособников».

На международном уровне вопрос о преследовании военных преступников затрагивался на переговорах представителей Антигитлеровской коалиции в октябре 1943 года и нашел отражение в Московской декларации СССР, США и Великобритании «Об ответственности гитлеровцев за совершаемые зверства».
После победы над Германией во второй половине 1945 года были приняты международные акты по военным преступлениям:
- В августе 1945 года в Лондоне представители стран Антигитлеровской коалиции подписали соглашение «О судебном преследовании и наказании главных военных преступников европейских стран оси». К тексту соглашения приложили опубликованный список конкретных лиц, обвиняемых в военных преступлениях;
- В декабре 1945 года союзнический Контрольный совет по Германии принял закон № 10 «О наказании лиц, виновных в военных преступлениях, преступлениях против мира и против человечности».
- 13 февраля 1946 года ООН приняла решение о выдаче военных преступников по запросу других государств.

Указ Президиума Верховного совета СССР от 19 апреля 1943 года стал правовой основой для всех открытых судебных процессов над иностранными военнопленными.
Данный указ применялся для квалификации действий японских военнопленных на Хабаровском процессе, хотя в тексте Указа японцы не были поименованы и японцам не вменялось совершение (как было предусмотрено Указом) преступлений на территории СССР. Изначально (30 октября 1949 года) будущим обвиняемым Хабаровского процесса было предъявлено обвинение по статье 58-4 Уголовного кодекса РСФСР. В конце ноября 1949 г. министр внутренних дел Круглов, министр юстиции Горшенин и Генеральный прокурор Сафонов предложили В. М. Молотову переквалифицировать статью всем обвиняемым и судить их по Указу Президиума Верховного Совета СССР от 19 апреля 1943 года, обосновав это следующим:

…хотя в этом Указе японские военные и не упомянуты, однако их преступная деятельность аналогична преступлениям немецко-фашистской армии…
5 декабря 1949 года военный прокурор подписал постановление о переквалификации обвинения на статью 1 Указа Президиума Верховного совета СССР от 19 апреля 1943 года всем обвиняемым японцам из отряда 731.
В отношении советских граждан-коллаборационистов, совершивших военные преступления, указ от 19 апреля 1943 года также применялся. Однако советских граждан, совершивших военные преступления (в том числе за рубежом) в ряде случаев судили не по Указу от 19 апреля 1943 года, а по статье 58 Уголовного кодекса РСФСР (и аналогичным статьям уголовных кодексов союзных республик). Эта статья предусматривала в качестве максимального наказания не повешение, а расстрел. Дела коллаборационистов рассматривали военные коллегии Верховных судов союзных республик СССР. Их решения направлялись на утверждение в комиссию по судебным делам Политбюро ЦК ВКП(б). При этом в обвинении могли указываться эпизоды военных преступлений, совершенные за пределами СССР. Так, советский военнопленный Акрам Курбанов из Коканда был осуждён по статье 58-16 Уголовного кодекса РСФСР к расстрелу. В вину Курбанову вменялось в том числе то, что, служа в Туркестанском легионе, он участвовал в карательных экспедициях за пределами СССР:
- В мае 1943 года в Сиглово в Польше были расстреляны 5 местных жителей, сожжены несколько домов и разграблено имущество;
- В мае 1944 года в карательной экспедиции в селе Анна-Грамматикул в Греции были арестованы и отправлены в гестапо «до 40 мирных греков», дома сожжены, имущество разграблено. «Тогда же каратели изнасиловали несколько гречанок, одну из которых изнасиловал Курбанов».
- В феврале 1945 года в карательной экспедиции в деревне Василики (Греция).

## Название судебных процессов

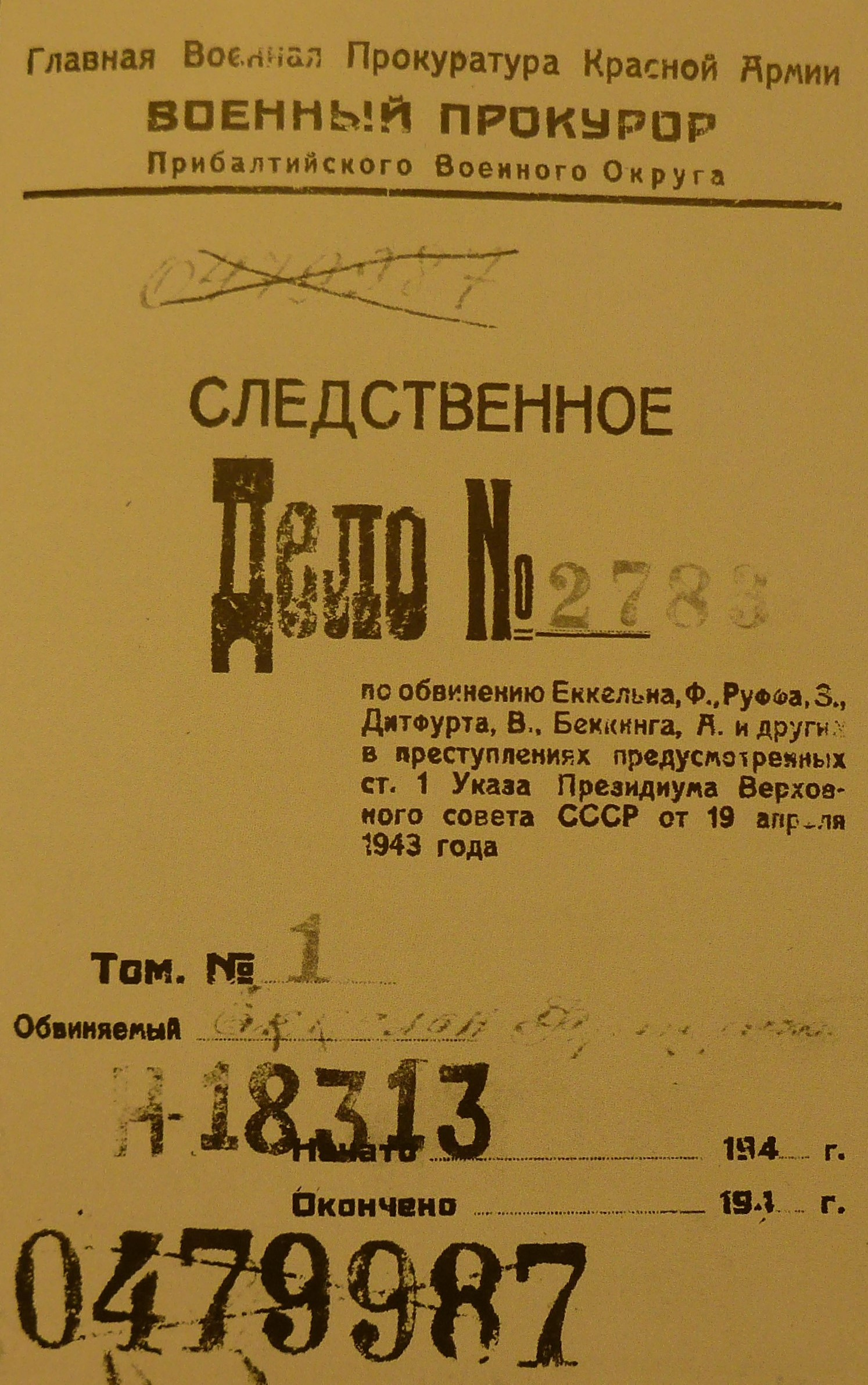
Обложка следственного дела Рижского процесса, с указанием названия дела

Название процессов по городу их проведения («Рижский процесс», «Брянский процесс» и другие) используется в исторических исследованиях. Следствие обозначало дела номерами и по фамилиям первых обвиняемых. Например, на обложке материалов Рижского процесса значится — «Дело № 2783 по обвинению Еккельна Ф., Руффа З., Дитфурта, В., Беккинга А. и других в преступлениях, предусмотренной ст. 1 Указа Президиума Верховного совета СССР от 19 апреля 1943 года». Ленинградский процесс назван: «Дело № 37-д с документами о злодеяниях бывших военнослужащих германской армии Ремлингера, Штрафинга и др. в Ленинградской и Псковской областях, в период их временной оккупации немцами».
Харьковский процесс назывался в материалах дела: Уголовное дело № Н-16707 «Харьковский процесс над немецкими военными преступниками».
Название процесса в приговоре могло отличаться от названия на обложке дела. Так, Новгородский процесс 1947 года в материалах дела назван: «Уголовное дело № Н-19094 по обвинению К. Герцога, Ф. Мюнх, И. Руппрехта и др.». В приговоре используется иное название: «дело о злодеяниях немецко-фашистских захватчиков на территории Новгородской, Псковской и Ленинградской областей».
В советских газетах и в изданных после приговоров брошюрах процессы обычно фигурировали как дела о злодеяниях на такой-то территории. Например, Рижский процесс в советской брошюре 1946 года назван — «Судебный процесс по делу о злодеяниях немецко-фашистских захватчиков на территории Латвийской, Литовской и Эстонской ССР» (латыш. Tiesas prāva par vācu-fašistisko iebrucēju ļaundarībām Latvijas, Lietuvas un Igaunijas sociālistisko republiku teritorijā). Ленинградский процесс в «Смене» (от 3 января 1946 года) назван: «Судебный процесс по делу о немецко-фашистских зверствах в Ленинградской области».
Практика наименования в газетах процессов по территории, где были совершены преступления, привела к неожиданным последствиям. Минский и Киевский процессы 1946 года в советских газетах именовались соответственно:
- Судебный процесс по делу о злодеяниях немецко-фашистских захватчиков в Белорусской ССР;
- Судебный процесс по делу о злодеяниях немецко-фашистских захватчиков на территории Украинской ССР.

В 1945—1946 годах на территории Украины было только два открытых процесса (в Киеве и Николаеве), а на территории Белоруссии только один Минский процесс. Однако в 1947 году в ряде городов Украины (Полтаве и Чернигове) и Белоруссии (Бобруйске, Витебске и Гомеле) вновь прошли открытые судебные процессы. При этом в советских газетах 1947 года, Полтавский процесс называли: «Судебный процесс по делу о зверствах немецко-фашистских захватчиков на территории Украины», то почти также как годом ранее Киевский процесс.

## История открытых судебных процессов
Советские судебные процессы пережили четыре периода:
- Декабрь 1943 года — Харьковский судебный процесс в условиях войны;
- Конец 1945 года — начало 1946 года — восемь процессов, одновременных Нюрнбергскому трибуналу. В этот период большинство обвиняемых получало смертную казнь через публичное повешение и небольшая часть получала каторжные работы;
- Октябрь — декабрь 1947 года — серия из девяти процессов, в ходе которых впервые стали судить не только немцев, но и венгров, а также румын. В этот период к смертной казни никого не приговаривали: максимальной (и самой частой) мерой наказания были 25 лет каторжных работ;
- Хабаровский процесс 1949 года.

### Харьковский судебный процесс (1943 год)
Первые судебные процессы по делам о военных преступлениях состоялись на освобожденной территории Советского Союза в 1943 году:
- Краснодарский процесс (14 — 17 июля 1943 года);
- Краснодонский процесс (15 — 18 августа 1943 года);
- Харьковский процесс (15 — 18 декабря 1943 года).

На Краснодарском и Краснодонском процессах судили только советских граждан, но за военные преступления и по указу от 19 апреля 1943 года.
Харьковский процесс стал первым в мире, когда судили именно нацистов. Он был одновременно последним открытым судебным процессом, на котором судили за военные преступления немецких военнослужащих и советского гражданина. На Харьковском процессе осудили 4 человек, в том числе 3 германских граждан.
Харьковский процесс широко освещался за рубежом. В Женеве стенограммы Харьковского процесса вышли отдельным изданием.
После Харьковского судебного процесса открытые суды прекратились до конца 1945 года. При этом продолжала работать Чрезвычайная государственная комиссия, которая на освобождаемой территории собирала доказательства и опрашивала местных жителей.

### Восемь процессов Нюрнбергского периода (1945—1946 годы)

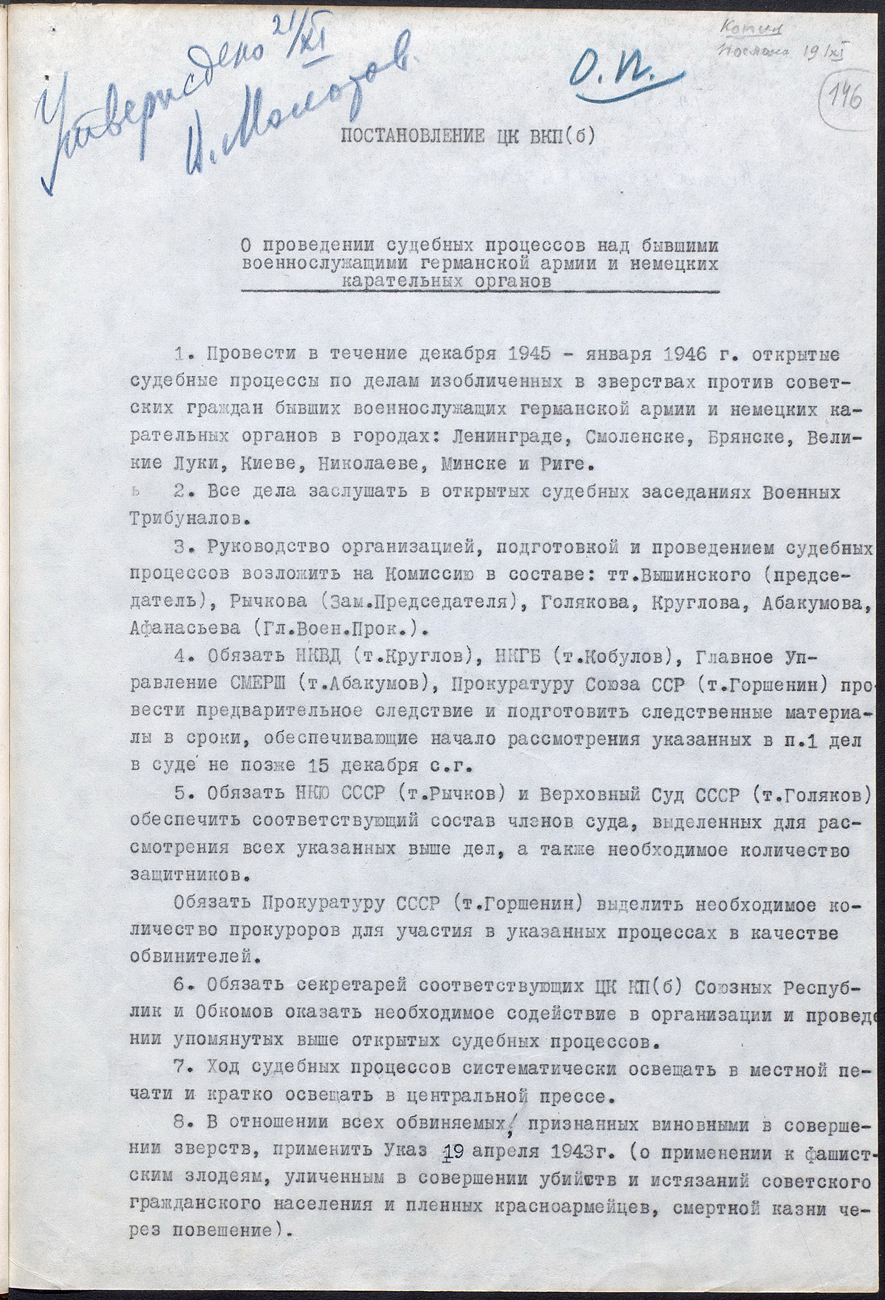
Проект постановления Политбюро ЦК ВКП(б) от 21 ноября 1945 года

20 ноября 1945 года открылся Нюрнбергский процесс. Уже 21 ноября 1945 года было принято Постановление Политбюро ЦК ВКП(б) «О проведении судебных процессов над бывшими военнослужащими германской армии и немецких карательных отрядов», которое предусматривало проведение открытых судебных процессов в 8 городах СССР: Ленинграде, Смоленске, Брянске, Великие Луки, Киеве, Николаеве, Минске и Риге. В Постановлении были определены следующие параметры этих процессов:
- Дела должны были быть рассмотрены в открытых судебных заседаниях военных трибуналов;
- Для подготовки процессов была образована комиссия в составе А. Я. Вышинский (председатель), Рычков (заместитель председателя), Голяков, Круглов, Абакумов и Афанасьев;
- Предварительное следствие следовало закончить так, чтобы начать рассмотрение дел в судах не позднее 15 декабря 1945 года;
- Секретари соответствующих ЦК КП(б) союзных республик и обкомов были обязаны «оказать необходимое содействие в организации и проведении» открытых судебных процессов;
- «Ход судебных процессов систематически освещать в местной печати и кратко освещать в центральной прессе»;
- Всех обвиняемых следовало судить по указу от 19 апреля 1943 года.

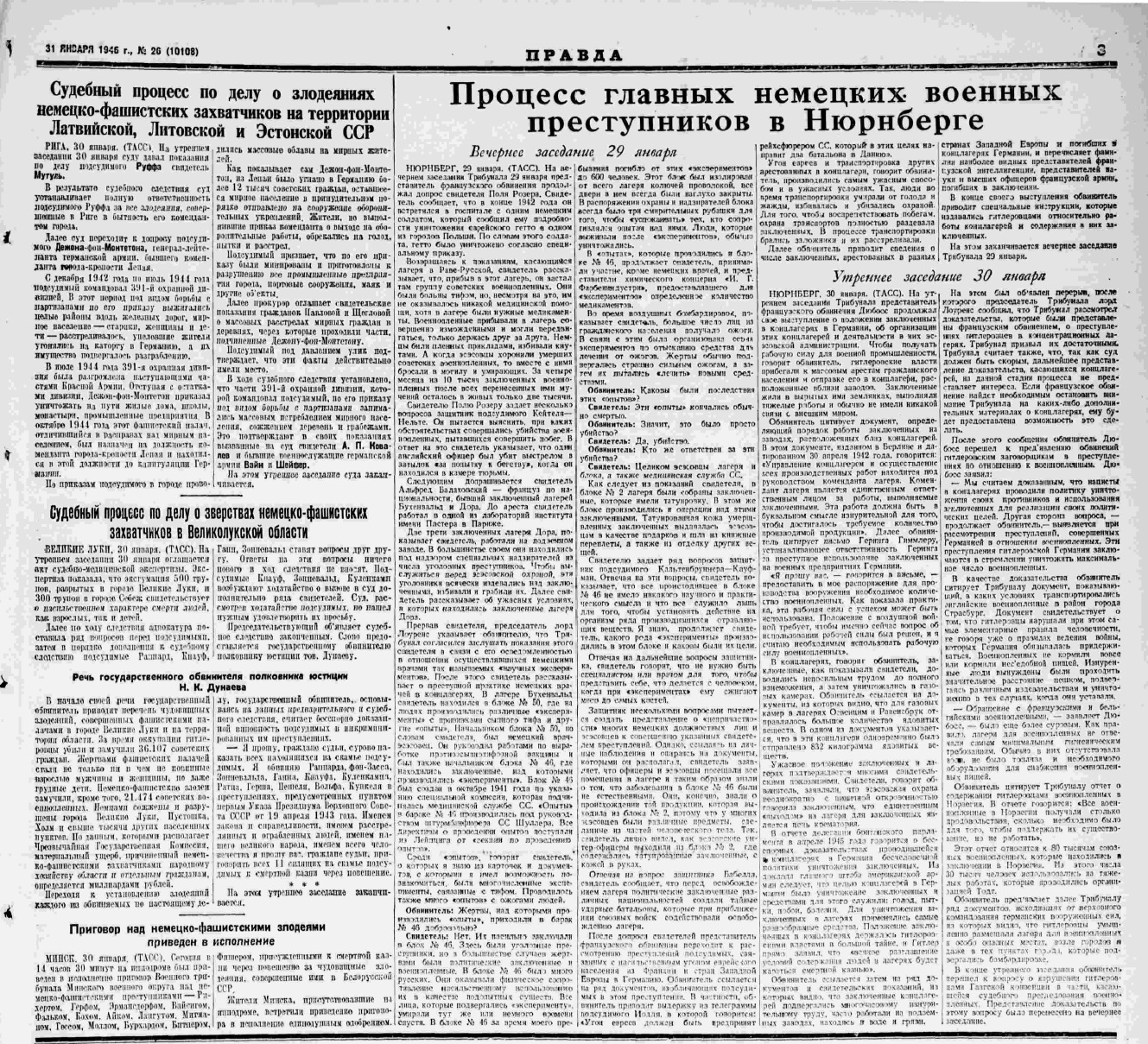
Информация о заседаниях Нюрнбергского трибунала и трех советских открытых процессов (Великолукского, Минского и Рижского) на одной полосе «Правды», 31 января 1946 года

В результате в СССР в декабре 1945 — феврале 1946 годов были проведены судебные процессы в крупных освобожденных городах и в Ленинграде:
- Смоленский судебный процесс;
- Брянский судебный процесс;
- Ленинградский судебный процесс;
- Николаевский судебный процесс;
- Минский судебный процесс;
- Киевский судебный процесс;
- Великолукский судебный процесс;
- Рижский судебный процесс.

На этих восьми судебных процессах судили немецких военнослужащих (в том числе 18 генералов, 28 офицеров, 30 унтер-офицеров).
По подсчетам историка В. Б. Конасова, в 1945—1946 годах итоги этих процессов были следующими:
- 66 обвиняемых приговорили к смертной казни через повешение;
- 19 обвиняемых получили каторжные работы на сроки от 12 до 20 лет.

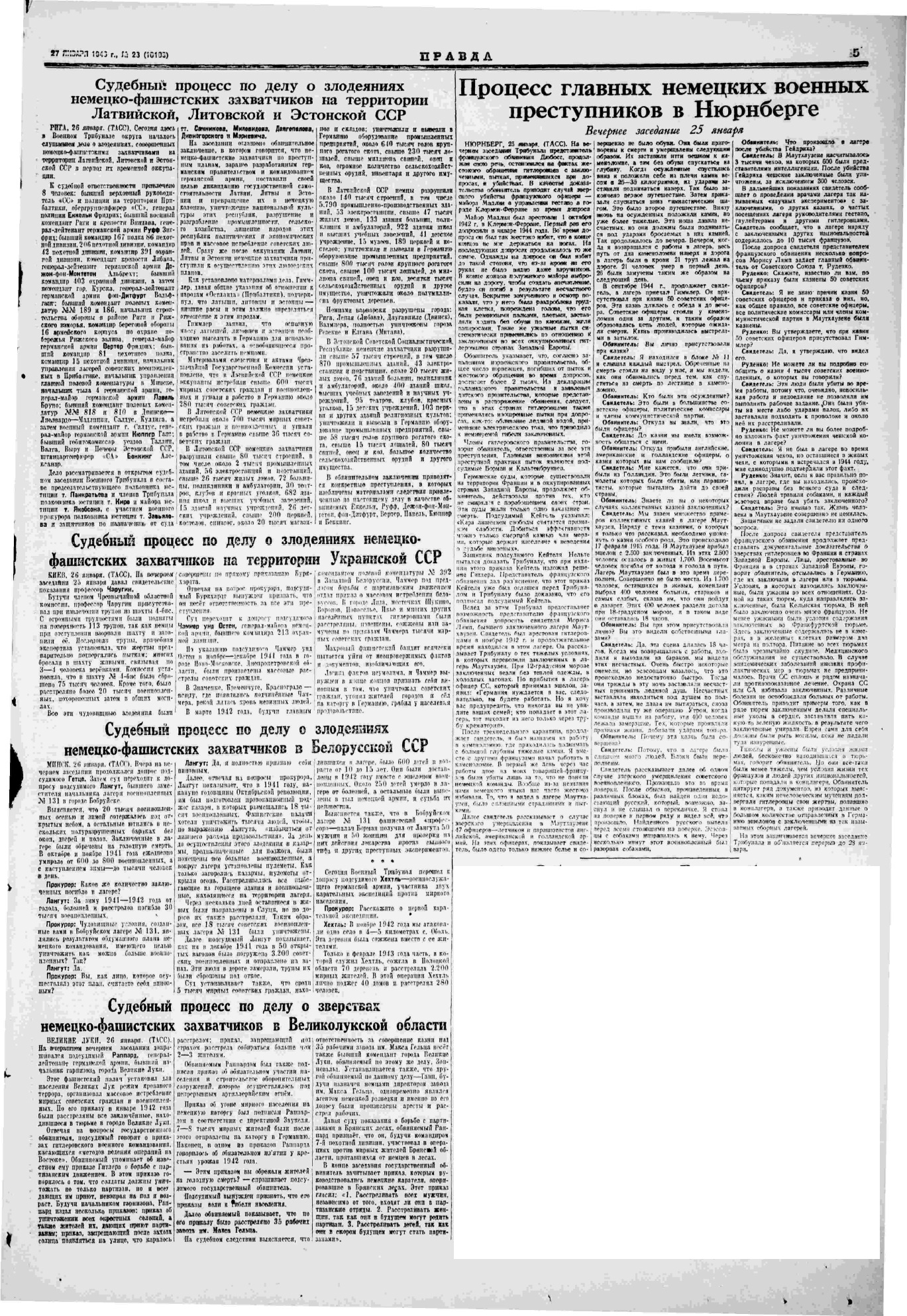
Информация о заседаниях по Нюрнбергскому и четырем советским открытым трибуналам (Великолукскому, Киевскому, Минскому и Рижскому), 31 января 1946 года

Процессы походили на Нюрнбергский процесс — широкое освещение в СМИ, казнь осуждённых через повешение. Только обвиняемых вешали публично, часто на главных площадях городов, где судили. Более того, в советских газетах подчеркивалось, что данные процессы являются советским аналогом Нюрнбергского процесса. Крупнейшие советские газеты — «Правда» и «Известия советов депутатов трудящихся СССР» — на одной полосе публиковали данные о заседаниях в Нюрнберге и о заседаниях современных Нюрнбергскому советских открытых процессов.
Ссылались на Нюрнбергский процесс также участники судебных процессов (как со стороны обвинения, так и со стороны защиты). На Смоленском судебном процессе государственный обвинитель Лев Смирнов (он же был обвинителем в Нюрнберге) показывал цепочку преступлений от нацистских главарей, обвиняемых в Нюрнберге до конкретных 10 подсудимых:

Как те, так и другие являются участниками одного и того же сообщничества
Адвокат Казначеев, говорил о связи подсудимых Нюрнбергского и Смоленского процессов, но делал иной вывод: «знак равенства не может быть поставлен между всеми этими лицами».

#### Смоленский судебный процесс
В ходе Смоленского судебного процесса (15 — 19 декабря 1945 года) в актовом зале Смоленского медицинского института осудили 10 немецких военнослужащих (от ефрейтора до унтер-офицера): 7 были приговорены к повешению, 3 к каторжным работам на срок от 12 до 20 лет. Осуждённые к смертной казни были публично повешены 20 декабря 1945 года на Заднепровской площади Смоленска.

#### Брянский судебный процесс
Брянский процесс проходил с 26 по 30 декабря 1945 года в Доме офицеров. Судили четырех немецких военнослужащих: двух генералов, обер-ефрейтора и ефрейтора. По итогам процесса трое были повешены 30 декабря 1945 года в 15 часов на пустыре в Брянске. Четвертый подсудимый получил 20 лет каторжных работ.

#### Ленинградский судебный процесс
Проходил с 28 декабря 1945 года по 4 января 1946 года в Выборгском доме культуры. Судили 11 немцев от рядового до генерала. 8 осуждённых были повешены в 11 часов утра 5 января 1946 года на площади Калинина. Трое осуждённых получили от 15 до 20 лет каторжных работ.

#### Николаевский судебный процесс
Проходил с 10 по 17 января 1946 года в областном театре имени Чкалова. Судили 9 немецких военнослужащих — от рядового до генерала. Семь осуждённых были по приговору повешены 17 января 1946 года в 17 часов на Базарной площади. Двое (капитан-австриец и рядовой) получили по 20 лет каторжных работ.

#### Минский судебный процесс
Проходил с 15 по 29 января 1946 года в Доме офицеров. Судили 18 немецких военнослужащих — от рядового до генерала. 16 из них значились как немцы, один — Ганс Хехтль — показал, что является австрийским подданным. 14 осуждённых были повешены на Минском ипподроме 30 января 1946 года. 4 осуждённых получили каторжные работы на сроки от 14 до 20 лет.

#### Киевский судебный процесс
Проходил с 17 по 28 января 1946 года в Киевском окружном доме офицеров. Были осуждены 15 немцев, из которых 12 были приговорены к повешению, 1 — к 20 годам каторги, а 2 получили по 15 лет каторги. Все 12 осуждённых были повешены в 17:00 29 января 1946 года на площади Калинина.

#### Великолукский судебный процесс
Проходил с 24 по 31 января 1946 года в кинотеатре «Победа». Судили 11 немцев от обер-ефрейтора до генерал-лейтенанта. Восемь осуждённых были повешены 1 февраля 1946 года в 12 часов на Базарной площади Великих Лук. Трое осуждённых получили каторжные работы сроком от 15 до 20 лет.

#### Рижский судебный процесс
Проходил с 26 января по 2 февраля 1946 года в зале дома бывшего Латышского общества. Судили 7 (изначально было 8 подсудимых, но дело в отношении фон Дитфурта было выделено в ходе процесса) немецких военнослужащих. По приговору все семь осуждённых были повешены 3 февраля 1946 года на площади Победы в Риге.

### Девять процессов октября — декабря 1947 года

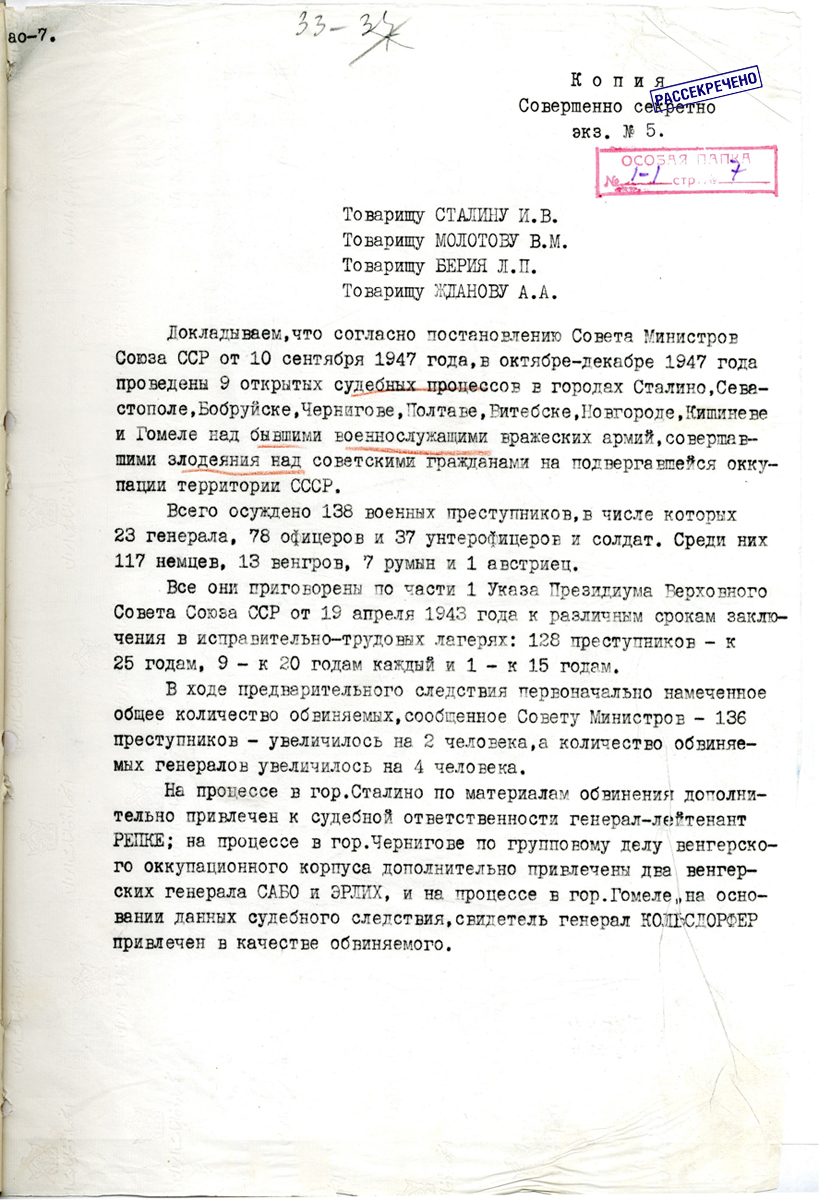
Спецсообщение Н. М. Рычкова, министра внутренних дел СССР С. Н. Круглова и Генерального прокурора СССР К. П. Горшенина И. В. Сталину, В. М. Молотову, Л. П. Берии, А. А. Жданову от 10 января 1948 года об итогах девяти судебных процессов 1947 года (1 страница)

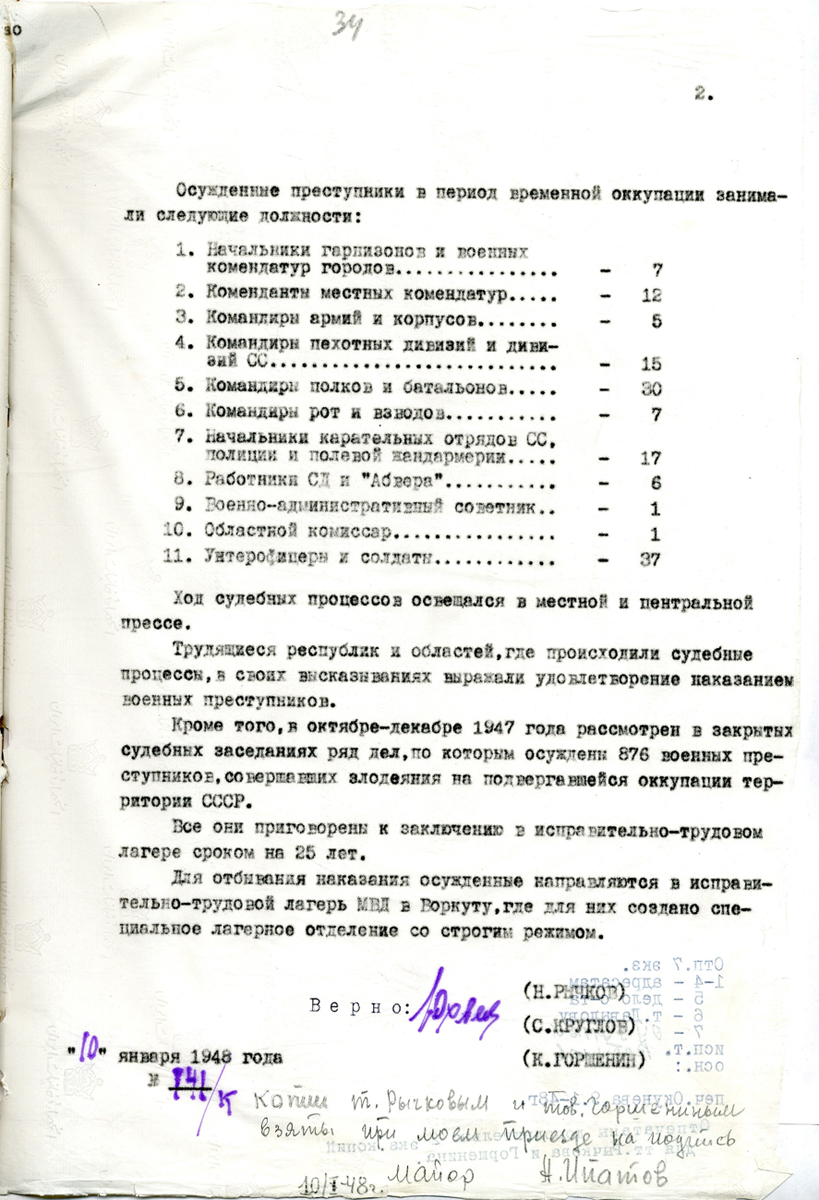
Спецсообщение Н. М. Рычкова, министра внутренних дел СССР С. Н. Круглова и Генерального прокурора СССР К. П. Горшенина И. В. Сталину, В. М. Молотову, Л. П. Берии, А. А. Жданову от 10 января 1948 года об итогах девяти судебных процессов 1947 года (2 страница)

В 1947 году уже шла «холодная война». СССР и его союзники обвиняли западные страны в невыполнении решения ООН от 13 февраля 1946 года о выдаче военных преступников по запросу других государств. Андрей Вышинский в своей речи указывал на то, что США и Великобритания, прикрываясь прикрываясь «юридической казуистикой и крючкотворством», укрывают у себя военных преступников.
Одновременно произошла важная перемена в советском уголовном праве. В мае 1947 года указом Президиума Верховного Совета СССР смертная казнь в стране была отменена. Главное управление по делам военнопленных и интернированных подготовило в мае 1947 года справки со списками военнопленных и указанием городов, где их планировалось судить. 16 мая 1947 года датированы такие справки по военнопленным, которых предполагалось судить в Сталино (14 военнопленных) и в Гомеле (13 военнопленных).
18 мая 1947 года министр внутренних дел С. Н. Круглов представил заместителю председателя Совета Министров СССР В. М. Молотову проект правительственного постановления о проведении открытых
судебных процессов в девяти городах:
- Севастополе;
- Кишиневе;
- Чернигове;
- Витебске;
- Бобруйске;
- Сталино;
- Полтаве;
- Гомеле;
- Новгороде.

Проект допускал, что судить будут в том числе лиц, которые не признали вину.
В начале сентября 1947 года Круглов и заместитель министра иностранных дел Вышинский в письме И. В. Сталину указали, что сотрудники Министерства внутренних дел собрали материалы на предание суду 136 военных преступников, в том числе 19 генералов, 68 офицеров и 49 солдат. В связи с этим Круглов и Вышинский предложили межведомственную комиссию по организации судебных процессов в следующем составе:
- министр юстиции Н. М. Рычков (председатель),
- первый заместитель Генерального прокурора СССР Г. Н. Сафонов (заместитель);
- министр внутренних дел С. Н. Круглов;
- заместитель министра государственной безопасности С. И. Огольцов;
- председатель Верховного суда СССР И. Т. Голяков;
- начальник Договорно-правового управления Министерства иностранных дел С. А. Голунский.

10 сентября 1947 года Совет Министров СССР принял постановление об организации открытых судебных процессов в девяти городах:
- Севастополе;
- Полтаве;
- Новгороде;
- Сталино;
- Гомеле;
- Чернигове;
- Бобруйске;
- Кишиневе;
- Витебске.

В этих городах перед военными трибуналами должны были предстать 137 обвиняемых. Накануне проведения судебных процессов по предложению Н. С. Круглова из представителей прокуратуры СССР,
МВД и МГБ СССР была создана специальная комиссия под председательством министра юстиции СССР Н.М.
Рычкова, которая должна была проверить обоснованность обвинений. В итоге списки пленных изменились по сравнению со списками, которые были в справках ГУПВИ от 16 мая 1947 года: часть фамилий убрали, заменив их на иных фигурантов. Так из списка тех, кого должны были предать суду в Сталино оставили только троих человек, в том числе двух не признавших вину (согласно справке от 16 мая 1947 года). Из первоначального списка подсудимых этого процесса убрали военнопленных,
которые занимали должности инженера автотранспорта, офицера штаба саперного батальона, командира обозного батальона, офицера штаба, командира роты, адъютанта командира саперного батальона, командира взвода, переводчика отдела I-Ц контрразведки штаба, командира взвода полевой жандармерии, фельдфебеля полевой жандармерии.
Все девять процессов прошли в октябре — декабре 1947 года. Их итоги приведены в докладной записке МВД СССР от 10 января 1948 года на имя И. В. Сталина, В. М. Молотова, Л. П. Берии и А. А. Жданова:
- Всего осуждено 138 военных преступников (23 генерала, 78 офицеров, 37 унтер-офицеров и солдат);
- По национальности осуждённые распределились: 117 немцев, 13 венгров, 7 румын, 1 австриец;
- По наказанию осуждённые распределились так: 128 человек по 25 лет, 9 человек по 20 лет, 1 человек — 15 лет.

Как правило, каждую группу обвиняемых судили в крупном городе той местности, где они совершили большинство преступлений. Как в случае с процессами 1945—1946 годов, в 1947 году были случаи, когда некоторых обвиняемых судили в том числе за преступления, совершенные в других республиках СССР. Например, 3 из 19 подсудимых Новгородского процесса 1947 года вменили в вину также преступления (убийства около 500 человек под предлогом борьбы с партизанами), совершенные на Витебщине (Белорусская ССР).
Осенью 1947 года также были приняты решения об организации закрытых судебных процессов. 22 октября 1947 года комиссия по организации судебных процессов приняла решение провести закрытые заседания трибуналов по месту содержания обвиняемых (410 дел на 548 военнопленных).
Кроме того, было решено провести еще ряд открытых судебных процессов — 44 дела на 92 обвиняемых в Горьком, Калининграде и других населенных пунктах. Тем не менее, кроме Хабаровского процесса больше не было такого рода судов.

#### Сталинский судебный процесс
Проходил в Сталино в Театре оперы и балета с 24 по 30 октября 1947 года. Судили 12 немцев. Все были осуждены к каторжным работам:
- 25 лет — 10 осуждённых;
- 20 лет — 1 осуждённый;
- 15 лет — 1 осуждённый.

#### Бобруйский судебный процесс
Проходил с 28 октября по 4 ноября 1947 года в Доме офицеров. Судили 21 немецких военнослужащих — от унтер-офицера до генерала. Все получили по 25 лет каторжных работ.

#### Севастопольский судебный процесс
Проходил с 12 по 23 ноября 1947 года в Доме офицеров Черноморского флота. Судили 12 немецких военнослужащих — от обер-ефрейтора до генерал-полковника. Восемь осуждённых получили по 25 лет каторжных работ, а четверо осуждённых — по 20 лет каторжных работ.

#### Черниговский судебный процесс

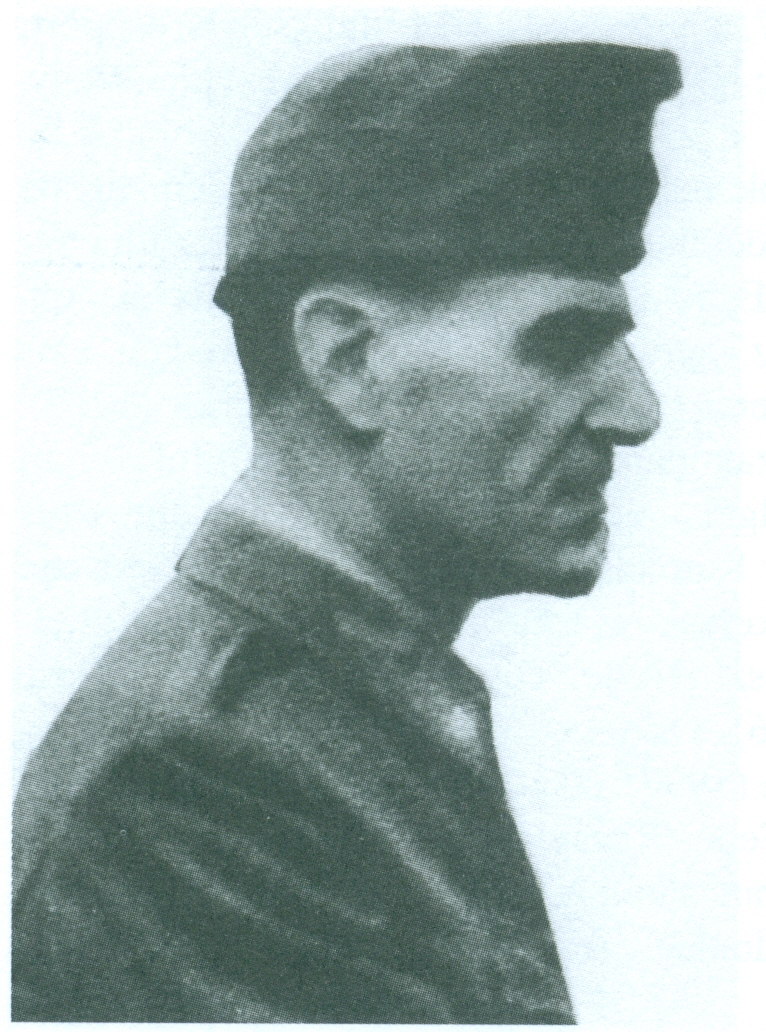
Генерал-лейтенант Золтан Алдя-Пап, осуждённый на Черниговском процессе

Проходил с 17 по 25 ноября 1947 года в городском кинотеатре имени Щорса. Судили 16 военнослужащих (в том числе 13 венгров). Все получили по 25 лет работ.

#### Полтавский судебный процесс
Проходил в городском доме культуры с 23 по 29 ноября 1947 года. Судили 22 эсэсовцев из дивизии «Мертвая голова», из которых 21 получил по 25 лет каторжных работ, а 1 — 20 лет каторжных работ.

#### Витебский судебный процесс
Проходил в Драматическом театре имени Якуба Коласа (территория Витебского гетто) с 29 ноября по 4 декабря 1947 года. 10 подсудимых по главе с генералом пехоты Фридрихом Гольвитцером получили по 25 лет каторжных работ.

#### Кишинёвский судебный процесс
Проходил с 6 по 13 декабря 1947 года в Государственном русском драматическом театре. 10 подсудимых (немецких и румынских военнослужащих) получили работы, из которых 8 по 25 лет, а 2 по 20 лет.

#### Новгородский судебный процесс
Проходил с 7 по 18 декабря 1947 года в зале городского театра (территория Новгородского кремля).19 немецких военнослужащих (от фельдфебеля до генерала артиллерии) получили по 25 лет.

#### Гомельский судебный процесс
Проходил с 13 по 20 декабря 1947 года в Клубе железнодорожников имени Ленина. Судили 16 немецких военнослужащих, каждый получил по 25 лет.

### Хабаровский процесс 1949 года

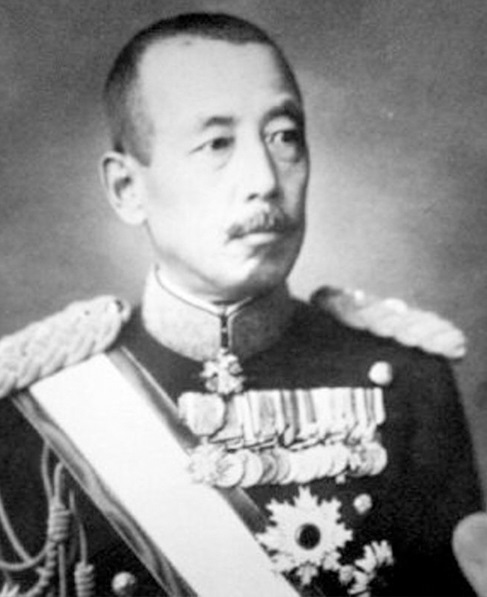
Отодзо Ямада — главнокомандующий Квантунской армией

Инициатива проведения Хабаровского процесса исходила (как и процессов 1947 года) от министра внутренних дел С. Н. Круглова.
С февраля 1946 года военные трибуналы при Дальневосточной армии ПВО рассматривали дела на японцев, китайцев, маньчжур и русских эмигрантов подозреваемых в шпионаже.
В апреле 1948 года были осуждены на срок от 15 до 20 лет за насилие и применение пыток в отношении советских граждан японские офицеры — на закрытых заседаниях военного трибунала Хабаровского военного округа.
Одновременно в Японии американские власти вели собственное расследование фактов создания бактериологического оружия в рамках подготовки Токийского процесса. В январе 1946 года США возобновили расследование в Японии в отношении руководителей отряда 731: генералов Китано и Исии. 4 июня 1946 года на Токийском процессе началась фаза обвинения. Начальник следственного отдела Рой Морган обратился к советскому обвинению с просьбой организовать допрос Кадзицука Рюдзи «находившегося в советском плену начальника санитарной службы Квантунской армии по вопросам подготовки японцами бактериологической войны». В начале августа 1946 года генерал-лейтенант Кадзицука Рюдзи на допросе в качестве свидетеля ничего не сообщил о разработке бактериологического оружия.
11 августа 1946 года допрошенный в качестве свидетеля генерал-майор Кавасима (начальник производственного отдела отряда 731 с 1941 год по март 1943 года) стал первым, кто дал показания о деятельности отряда и об опытах над людьми.
29 августа 1946 года помощник американского обвинителя Дэвид Н. Саттон в своем выступлении на Токийском процессе сообщает о практике использования гражданских пленных в медицинской лаборатории. Международный трибунал после этого выступления попросил американское обвинение предоставить более полные доказательства преступной деятельности отряда 731. Американская сторона попросила советскую сторону о содействии. В СССР дал показания еще один свидетель — Карасава Томио, майор медицинской службы, бывший начальник отделения 4-го отдела отряда 731.
Собранные в СССР материалы были предъявлены главному обвинителю Токийского процесса Джозефу Киннану, который «признал желательным использовать для суда протоколы показаний…Кавасима Киоси и Карасава Томио с доставкой обоих в Трибунал для дачи свидетельских показаний». Однако затем американская сторона отказалась от этой идеи. 7 января 1947 года советский обвинитель А. Н. Васильев направил в правовой отдел штаба Макартура письмо, в котором советская сторона просила выдать ей Исии Сиро «как военного преступника, совершившего преступления против СССР».
В 1949 году состоялись заседания военных трибуналов при Дальневосточном округе войск МВД, Приморском военном округе, военном округе войск МВД Хабаровского края и Казахской ССР. На 1 марта 1949 года, по данным Главного управления по делам военнопленных и интернированных, общее число военнопленных японцев, которые могли быть причастны к совершению военных преступлений, шпионаже или в совершении диверсий против советских вооруженных сил, составляло 8870 человек.
В конце апреля — начале мая 1949 года С. Н. Круглов отправил все имевшиеся у МВД следственные материалы в отношении сотрудников «отряда № 731» министру иностранных дел А. Я. Вышинскому и предложил провести открытый судебный процесс. Вышинский в мае 1949 года ознакомился с материалами, присланными ему С. Н. Кругловым и отметил, что их вполне достаточно на проведение открытого судебного процесса. 20 мая 1949 года А. Я. Вышинский в своем письме В. М. Молотову сообщил о том, что не считает целесообразным обсуждать этот вопрос более детально до окончания репатриации японских военнопленных (то есть до осени 1949 года). В. М. Молотов не посчитал эту причину веской и на сообщении министра иностранных дел поставил резолюцию «вернемся к вопросу в июне-июле».
17 августа 1949 года на заседании Политбюро ЦК был утвержден проект обвинительного заключения в отношении японцев, подозреваемых в производстве и применении бактериологического оружия. Утвержденный текст обвинительного заключения они должны были получить 22 декабря.
5 сентября 1949 года А. Я. Вышинский дал свое согласие на проведение судебного процесса, отметив, что «вопрос об организации указанного выше процесса следовало бы решить теперь же».
30 сентября 1949 года главы МВД и МИД СССР представили проект постановления Совета министров о Хабаровском процессе, который после правок Молотова был отправлен Сталину.
В постановлении Совета министров СССР от 8 октября 1949 года были определены следующие параметры Хабаровского процесса:
- Дата начала — 17 декабря 1949 года;
- Дата окончания — 25 декабря 1949 года;
- Вид и примерный срок наказания: десятерых подсудимых — на срок от 10 до 25 лет исправительно-трудовых лагерей, двух подсудимых — на срок от 1 до 3 лет.
- Состав судейской коллегии и представителей обвинения: члены военного трибунала и представители Генеральной прокуратуры СССР, имевшие опыт работы на Токийском процессе и открытых судебных процессах в отношении иностранных военнопленных. Обвинение должен был представлять государственный советник юстиции 3-го класса Л. Н. Смирнов. Защиту подсудимых доверили членам Московской коллегии адвокатов, ранее работавших на открытых судебных процессах.

Эти сроки соблюсти не удалось. 9 декабря 1949 года окончательный вариант проекта обвинительного заключения был согласован с В. М. Молотовым, В. С. Абакумовым и заместителем министра внутренних дел А. А. Громыко, а процесс был начат лишь 25 декабря и завершен 30 декабря 1949 года.
Хабаровский процесс проходил с 25 по 30 декабря 1949 года в Доме офицеров. Осудили 12 японцев (от санитара до главнокомандующего Квантунской армией). Все получили работы:
- 4 осуждённых — по 25 лет;
- 2 осуждённых — по 20 лет;
- 6 осуждённых — от 2 до 15 лет.

Вскоре после процесса завершилась следственная работа среди остальных японцев, которых оставалось в СССР мало. Всего на территории СССР к началу января 1950 года содержались 5544 японских военнопленных и интернированных (из них военными трибуналами были осуждены 1690 японцев).
20 декабря 1949 года специальная Комиссия пришла к заключению, что в военные трибуналы следует направить материалы на 2883 японских военнопленных и интернированных. В конце октября 1949 года была сформирована специальная комиссия, в которую вошли представители МВД, МИД, министерства юстиции и Генеральной прокуратуры СССР.

## Досудебное следствие
В рамках досудебного следствия обвиняемых допрашивали неоднократно. Причем допросы вели разные должностные лица. В частности, до суда обвиняемые Новгородского процесса содержались отдельно и с каждым из них работали отдельный следователь и переводчик. Протоколы допросов и очных ставок для Новгородского процесса составлялись на русском и немецком языках. Обвиняемых Новгородского процесса на предварительном следствии передопросили представители прокуратуры.

## Общая характеристика процессов

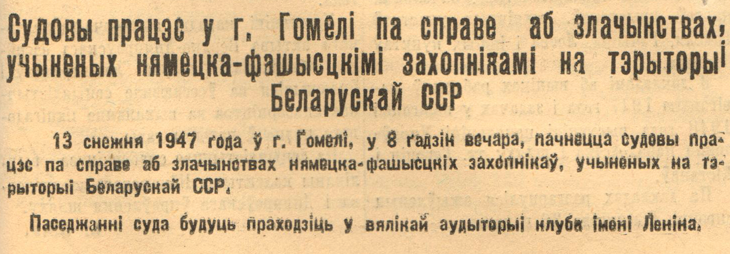
Объявление в «Гомельской правде» на белорусском языке о дате, времени и месте предстоящего Гомельского процесса

Подсудимым предоставляли адвокатов из числа советских граждан. Процессы проходили в специально подобранных зданиях, которые могли вместить большое количество людей. Практиковалась трансляция судебных заседаний через радиоусилители на улицу. Процессы широко освещались в центральных и местных советских газетах, а также в зарубежных изданиях. В ходе процессов публично допрашивались свидетели (в том числе несовершеннолетние). Основу доказательной базы составляли акты Чрезвычайной государственной комиссии. Многие подсудимые признавали вину и просили суд о снисхождении. Адвокаты часто указывали на то, что их подзащитные просто исполняли приказы.

### Состав судебных коллегий
Открытые процессы во всех случаях проводили военные трибуналы (обычно того военного округа, где проходил процесс). Судили по принципу территориальной подсудности — по месту совершения преступления.

### Защита подсудимых

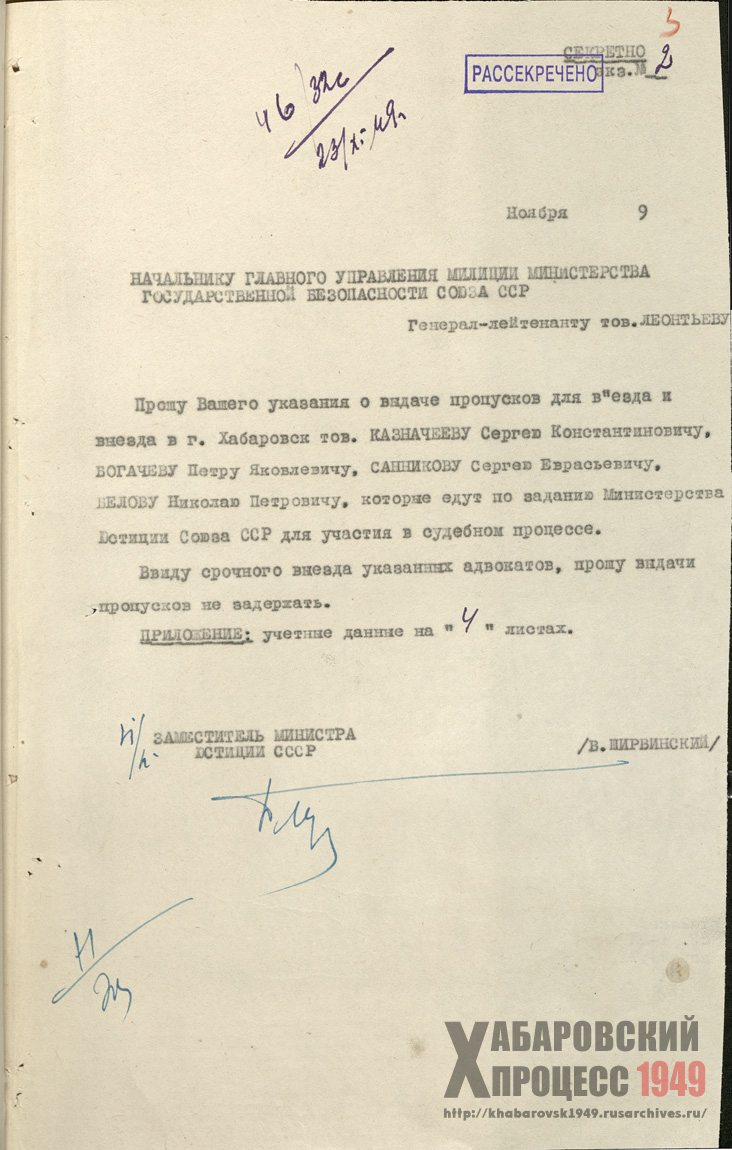
Письмо заместителя министра юстиции СССР от 23 ноября 1949 года о выдаче пропусков адвокатам на Хабаровский процесс

Подсудимым за счет Советского государства предоставили адвокатов, среди которых были известные юристы. В частности, среди адвокатов, защищавших подсудимых Великолукского и Ленинградского процессов, был известный юрист с дореволюционным образованием Александр Кроленко. Иногда подсудимые сами ходатайствовали о предоставлении им защитников. Так, начальник Управления МВД по Витебской области Гоголев 9 декабря 1947 года сообщал о таком ходатайстве подсудимых Витебского процесса:

25-го ноября 1947 года всем обвиняемым были вручены обвинительные заключения на немецком языке, при этом обвиняемые возбудили ходатайства о предоставлении им защиты.
Подсудимые могли сами защищать себя. В частности, на Великолукском процессе подсудимые фон Раппард, фон Засс и Зонневальд пользовались папками с документами. Подсудимый мог отказаться от назначенного судом адвоката и суд мог этот отказ удовлетворить, предоставив подсудимому защищаться самостоятельно. В частности, на Николаевском судебном процессе подсудимый Роберт Берг отказался от предоставленного ему судом адвоката и суд этот отказ удовлетворил, не назначив Бергу нового адвоката.
Адвокаты часто в качестве смягчающего обстоятельства указывали на то, что подзащитные просто исполняли приказы. Так, адвокат Быков на Николаевском процессе предложил суду считать подсудимого Хаппа бездумным автоматом, «не имевшим права думать, чувствовать».
Иногда назывались иные смягчающие обстоятельства. В частности, в качестве смягчающего вину подсудимого Николаевского процесса Кандлера, адвокат Белостоцкий говорил, что тот — австриец и не был даже представлен к награде за свои деяния (в отличие от других подсудимых).
Значительная часть подсудимых признала вину. Так, вину признали все семь осуждённых на Рижском процессе. Были случаи, когда подсудимые просили суд о снисхождении. В частности, семь из одиннадцати подсудимых Ленинградского процесса просили суд о снисхождении.
Подсудимые могли ходатайствовать перед судом о вызове свидетелей со своей стороны. Известен один случай, когда такого рода ходатайство подсудимого было удовлетворено. На Новгородском судебном процессе 13 декабря 1947 года по вызову подсудимого Курта Герцога был допрошен в качестве свидетеля немецкий военнопленный Янке.

### Признание вины как доказательство
Признание вины не было обязательным условием для отправки военнопленного на открытый процесс. Были подсудимые, которые вину не признали, но стали фигурантами открытых процессов.
К не признавшимся, относился, например, генерал Ремлингер, осуждённый на Ленинградском процессе. Подсудимый Новгородского процесса генерал артиллерии Курт Герцог не признал себя виновным ни по одному пункту.
Непризнание вины не обязательно влекло максимально суровый приговор. В частности, подсудимый Ленинградского процесса Штрюфинг вину признал и просил о снисхождении, но получил смертный приговор. А подсудимый того же процесса Визе вину не признавал и получил каторгу. При этом прокурор просил осудить на виселицу всех подсудимых Ленинградского процесса.

### Доказательная база: документы и свидетели

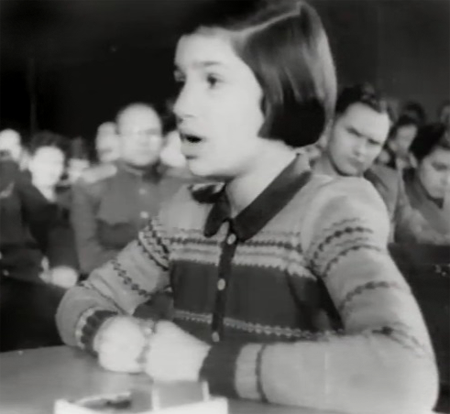
14-летняя свидетельница Марьяна Папп дает показания на Рижском процессе

Основу доказательной базы составили акты Чрезвычайной государственной комиссии. Кроме того, в открытых заседаниях были допрошены десятки свидетелей из числа советских граждан (в том числе служителей религиозного культа и коллаборационистов) и немецких военнопленных. Допрашивались также эксперты — например, судебно-медицинские.
Подсудимые могли ходатайствовать о вызове свидетелей из числа лиц, находившихся в СССР. На Новгородском судебном процессе был допрошен 13 декабря 1947 года по вызову подсудимого Курта Герцога военнопленный Янке.

### Доступ публики в судебные залы
Для проведения процессов выбирали специальные помещения, которые могли вместить максимальное количество зрителей. Так Великолукский процесс проходил в кинотеатре «Победа» в Великих Луках.

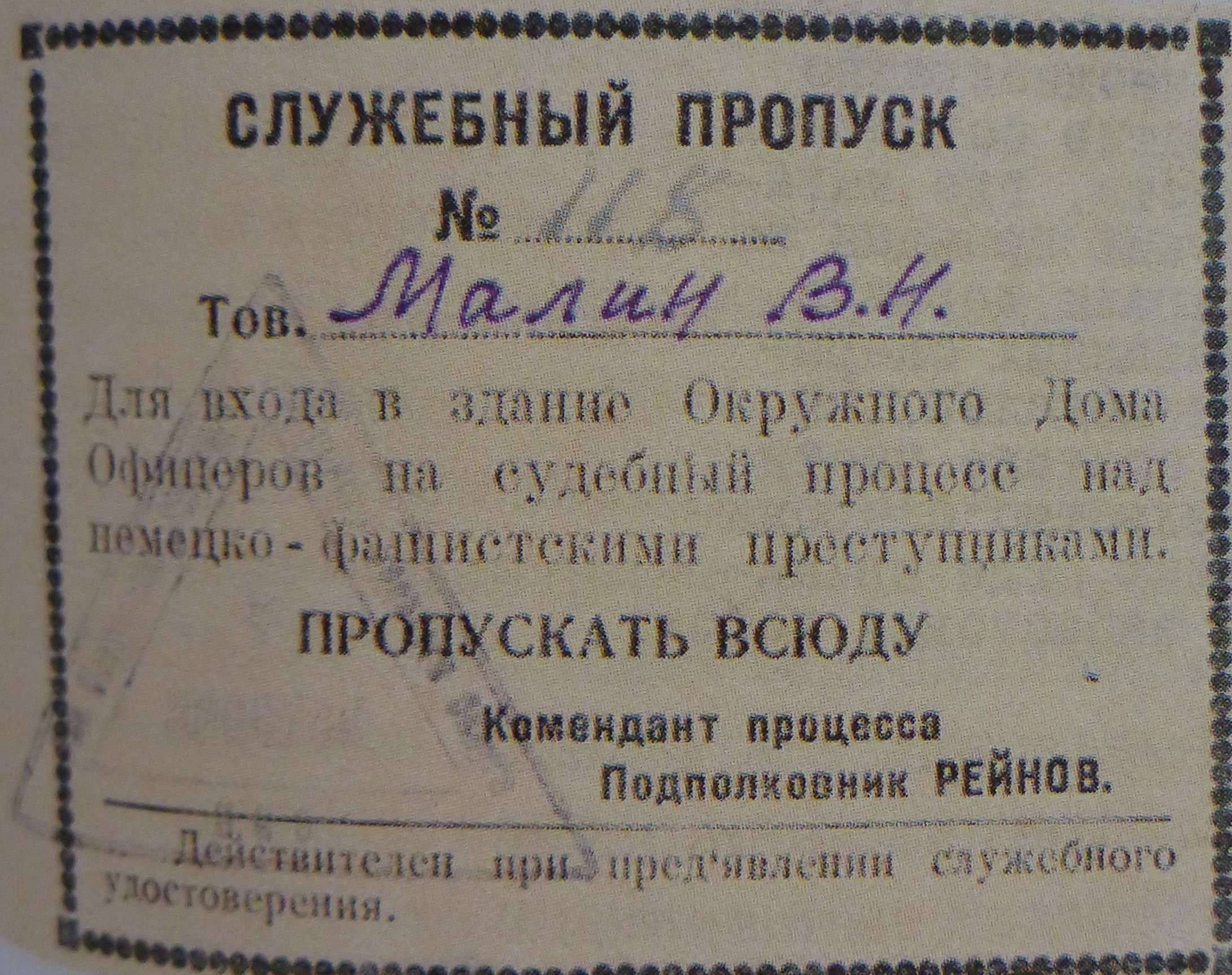
Служебный пропуск В. Н. Малина на Минский процесс

Среди допущенной в зал суда публики были специальные агенты. Так, на Новгородский судебный процесс негласно пришли агенты Управления Министерства государственной безопасности СССР, которые были снабжены пропусками в зал заседания и должны были выявлять недочеты в организации процесса и отслеживать реакцию населения
Для повышения гласности использовали современную технику. В частности, заседания Великолукского судебного процесса через радиоусилители передавались на улицу, где их слушали люди, которым не хватило мест в зале.

### Фотовыставки
Перед залом судебного заседания на ряде процессов (например, на Новгородском и на Витебском) были организованы фотовыставки.

### Освещение процессов в СМИ
Постановление Политбюро ЦК ВКП(б) «О проведении судебных процессов над бывшими военно-служащими германской армии и немецких карательных органов» предписывало: «Ход судебных процессов систематически освещать в местной печати и кратко освещать в центральной прессе».
В итоге судебные процессы освещались как в центральной («Правда», «Известия советов депутатов трудящихся СССР»), так и в местной (в газетах, издававшихся в городах, где проходили процессы) печати.
Судебные процессы 1945—1946 годов освещались в центральной советской прессе подробно, причем сообщения о них соседствовали с известиями о Нюрнбергском процессе, а также о процессах над военными преступниками в разных странах: Японии, Финляндии, Чехословакии и других.
В частности, 18 января 1946 года на одной полосе «Известий» были опубликованы сообщения о Минском и Николаевском процессах, а также рассказывалось как проходит «Процесс предателей чехословацкого народа в Праге».
18 января 1946 года «Правда» на одной полосе поместила сообщения о Киевском, Минской и Николаевском процессах и судах над японскими преступниками в Маниле (генерал Хомма, обвинялся в жестоком обращении с американскими и филиппинскими военнопленными) и Иокогаме (капитан Каини Хираци).
Количество публикаций отличалось в зависимости от процесса. Так, процессы конца 1947 года (в частности, Новгородский) освещались в центральной печати слабо. Эту недостаточность освещения в центральной советской печати признал Сергей Круглов в письме министру иностранных дел Вячеславу Молотову от 9 апреля 1948 года:

Проведенным в конце 1947 года процессам было, однако, уделено крайне мало внимания в центральной прессе. Дела судебных процессов против немецко-фашистских преступников включают в себя ряд кадровых генералов бывшей немецкой армии самого высокого ранга и могут предложить опытному советскому журналисту богатый материал для политически острого и убеждённого описания карательной политики Советского Союза по отношению к выявленным военным преступникам…
Публикации сопровождались фотографиями подсудимых, карикатурами на них. Иногда публиковались некоторые процессуальные документы. Так, «Великолукская правда» 25 января 1946 года (до вынесения приговора) полностью опубликовала обвинительное заключение по Великолукскому судебному процессу.
Согласно дневнику Павла Лукницкого журналисты, работавшие на Ленинградском судебном процессе, имели доступ к материалам предварительного следствия и могли опрашивать членов трибунала.
Великолукский процесс по времени совпал с выборами в Верховный совет СССР. Поэтому в «Великолукской правде» материалы о процессе публиковались рядом с информацией о выборах. В статье «Рассказ матери» новости о процессе и о выборах связывались:

Мы выжили, дождались прихода Красной Армии и своего счастья — советской власти. А товарищ Сталин обещал — и посадил на скамью подсудимых немецких детоубийц. Так кого же, как не его первого пошлём мы править страной? Так-то, милые мои!
Процессы также иногда освещались в зарубежных СМИ. В частности, Ленинградский процесс освещался в следующих зарубежных СМИ:
- «Нью-Йорк Таймс» опубликовала три новости (начало суда, Катынский расстрел и приговор);
- «Die Tägliche Rundschau» (издавалась РККА для немецкого населения в советской зоне оккупации Германии).

### Советские брошюры по итогам процессов
О Рижском судебном процессе была в 1946 году опубликована специальная брошюра в двух вариантах: на русском языке и на латышском языке. В брошюре опубликованы текст приговора, фотографии с процесса, а также краткое описание судебных заседаний.
В 1947 году были опубликованы тиражом 10 тысяч экземпляров материалы Минского процесса: стенограммы всех судебных заседаний и текст приговора.
Хабаровскому процессу также была посвящена специальная брошюра. 28 января 1950 года Государственное издательство политической литературы получило указание от Политбюро ЦК ВКП(б) о подготовке к изданию материалов Хабаровского судебного процесса в виде отдельной брошюры, а Государственному издательству иностранной литературы было поручено издать брошюру с аналогичным содержанием на китайском, корейском, английском, французском и немецком языках, обеспечив высокое качество перевода. Уже 31 марта 1950 года А. Я. Вышинскому прислали «Сборник материалов судебного процесса по делу бывших военнослужащих японской армии».
Вышинский прислал Молотову замечания по поводу издания:
- В издании сообщалось, что одни протоколы допроса обвиняемых в ходе Хабаровского процесса, были прочитаны обвиняемым «на понятном японском языке», в других местах в издании упоминалось, что протоколы написаны «на японском языке», а иногда и вовсе отсутствовали упоминания о том, что протоколы были прочитаны обвиняемым. Вышинский предложил исключить детали прочтения протоколов допросов подследственным и стилистически унифицировать все фразы об этом;
- Не во всех протоколах было указано, что переводчик был осведомлен об ответственности за заведомо ложный перевод протоколов.

В июне 1950 года Государственным издательством иностранной литературы издание было выпущено на английском языке под названием: «Материалы судебного процесса по делу бывших военнослужащих японской армии, обвиняемых в подготовке и применении бактериологического оружия».
18 октября 1950 года В. Г. Григорьян, председатель внешнеполитической комиссии ЦК ВКП(б), сообщил, что «Международной книгой» за рубеж отправлено экземпляров данной книги:
- 8,9 тыс. экз. на немецком языке;
- 3 тыс. экз. — на французском языке;
- 12 тыс. экз. — на английском языке;
- 72 тыс. экз. — на корейском языке;
- 74 тыс. экз. — на японском языке.

Брошюра получила широкое распространение в Японии, где во многих библиотеках (по состоянию на 2015 год) хранятся материалы Хабаровского процесса, изданные в СССР в 1950 году на японском языке, либо их последующие переиздания.
Объем и содержание брошюр по итогам процессов различное. Брошюра по итогам Рижского судебного процесса (185 страниц) содержит следующие материалы:
- Обвинительное заключение;
- Хронику судебного процесса;
- Речь государственного обвинителя;
- Приговор;
- Информацию об исполнении приговора (казни осуждённых).

Брошюра (точнее книга) Хабаровского процесса больше по объёму (537 страниц), чем брошюра Рижского процесса, и содержит следующие материалы:
- Документы предварительного следствия: обвинительное заключение, показания обвиняемых и свидетелей, японские документы (фотокопии оригиналов) и их перевод на русский язык;
- Показания подсудимых и свидетелей, данные в судебном заседании;
- Заключение судебно-медицинской экспертизы;
- Речь государственного обвинителя;
- Речи защитников;
- Приговор.

Брошюры публиковались по итогам не всех процессов. В частности, по итогам Новгородского процесса 1947 года брошюру не выпускали.

### Согласование меры наказания с Молотовым и роль партийных органов на процессах
Мера наказания частично согласовывалась с властями. 29 января 1946 года в докладной записке о Великолукском судебном процессе, адресованной В. М. Молотову, народный комиссар внутренних дел СССР С. Н. Круглов, народный комиссар юстиции СССР Н. М. Рычков и главный военный прокурор Красной Армии Н. П. Афанасьев пересказали обвинительное заключение и предложили меры наказания для подсудимых. В обоих случаях Молотову сообщали, кому из подсудимых следует назначить смертную казнь, а кому — каторжные работы (без указания конкретного срока каторжных работ). Молотова извещали о мерах наказания (до вынесения приговора) для германских военнослужащих, которые проходили по Ленинградскому судебному процессу в начале января 1946 года. Извещали после завершения судебного следствия Молотова Н. М. Рычков и С. Н. Круглов (уже без Н. П. Афанасьева) о желаемой мере наказания в отношении подсудимых Рижского процесса. На всех трех судебных процессах меры наказания, указанные в записках Молотову, совпали с мерами, назначенными в итоге военным трибуналом.
Были при согласовании также отличия по судебным процессам. Например, в записке по Великолукскому процессу не было (в отличие от записок по Ленинградскому и Рижскому процессам) фразы: «Просим Ваших указаний».
Уже Постановление Политбюро ЦК ВКП(б) от 21 ноября 1946 года «О проведении судебных процессов над бывшими военнослужащими германской армии и немецких карательных отрядов» обязывало руководителей местных партийных органов оказывать содействие в проведении судебных процессов:

Обязать секретарей соответствующих ЦК КП(б) союзных республик и обкомов оказать необходимое содействие в организации и проведении упомянутых выше открытых судебных процессов.
О ходе следствия информировались местные партийные органы. Так, по итогам следствия, была направлена записка (около 50 машинописных страниц) первому секретарю Новгородского обкома ВКП(б) Г.X. Бумагину. В дальнейшем Бумагин регулярно информировался о ходе следствия и суда. Однако кандидат исторических наук Дмитрий Асташкин пришел к выводу, что Бумагин никак не влиял ни на следствие, ни на суд: в фондах партийного архива не было обнаружено документов об участии в Новгородском процессе руководства Новгородской области.

### Обжалование приговоров

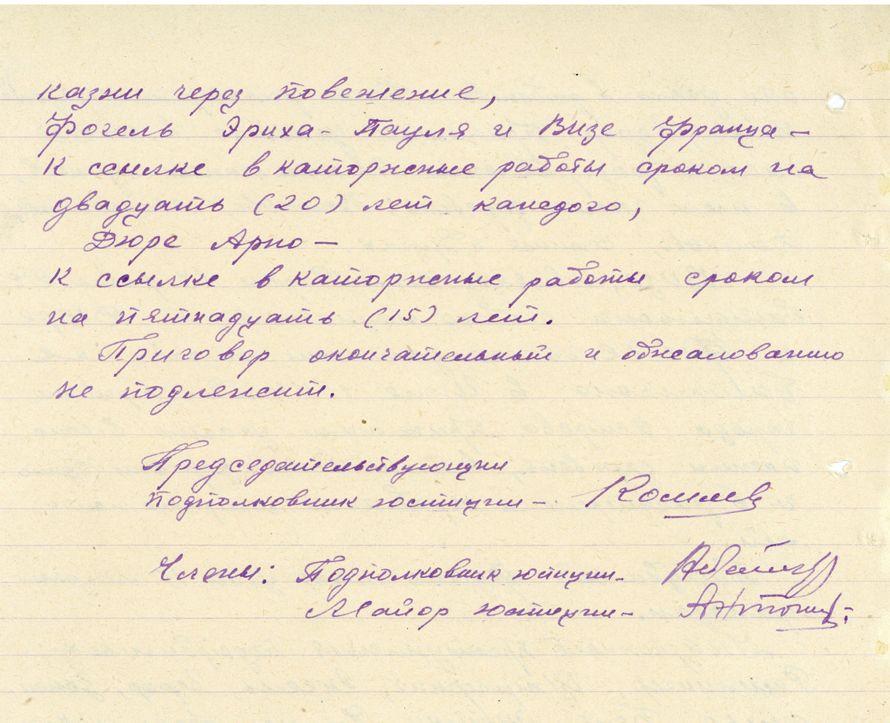
Отсутствие возможности обжалования в приговоре Ленинградского процесса

Приговоры первых процессов обжалованию не подлежали. В частности, в приговоре Ленинградского процесса 1946 года было сказано, что он не может быть обжалован:

Приговор окончательный и обжалованию не подлежит

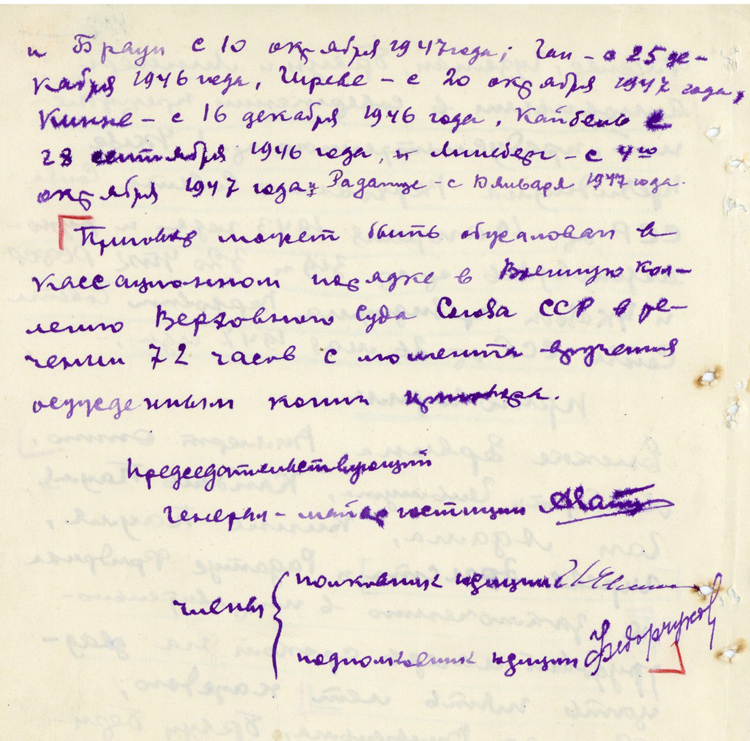
Право обжалование приговора Севастопольского судебного процесса указано на последней странице приговора

Однако в приговоре Севастопольского судебного процесса 1947 года было зафиксировано право его обжалования:

Приговор может быть обжалован в кассационном порядке в Военную коллегию Верховного Суда Союза ССР в течение 72 часов с момента вручения осужденным копии приговора.
Тот же срок обжалования был зафиксирован в приговоре Хабаровского процесса.

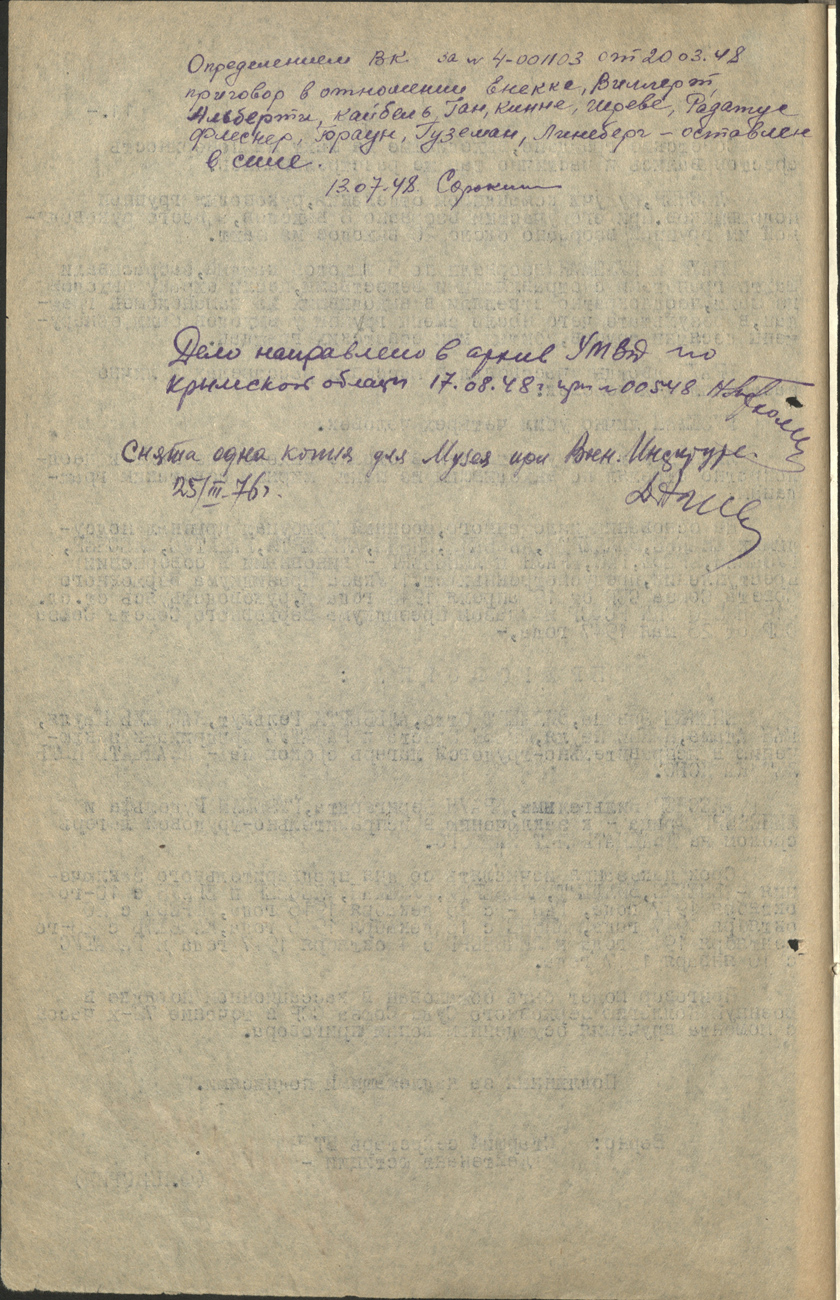
Сведения о неудачном обжаловании приговора, указанные на его машинописной копии в Архиве города Севастополя

Приговор Севастопольского судебного процесса был обжалован. Однако Военная коллегия Верховного суда СССР Определением от 20 марта 1948 года оставила приговор в силе.

## Рассмотрение преступлений, совершенных за пределами СССР
На некоторых процессах рассматривались также военные преступления, совершенные вне территории СССР в отношении иностранных граждан. Подсудимый Ленинградского процесса Генрих Ремлингер в период с апреля 1944 года по февраль 1945 года был военным комендантом Будапешта. На Ленинградском процессе советский прокурор спросил Ремлингера об его участии в убийствах венгерских евреев:

— Кого там расстреливали?
— Никого не расстреливали.
— Евреев, наверное?
— Ни одного еврея. Наоборот, большому количеству евреев я спас жизнь, вы этому не поверите.
— Кто их расстреливал?

— Те, кто всегда этим занимался, СС, гестапо и другие. Я ничего общего не имел с ними и, когда имел возможность, спасал евреев
Следствие не стало выяснять в Венгрии об участии Ремлингера в убийствах венгерских евреев и в обвинительное заключение этот эпизод включен не был.
На Минском судебном процессе прокурор выяснил у подсудимого Ганса Коха, что тот в качестве командира полицейской части в Брно арестовал 100 чехословацких граждан, «которые хотели перейти к партизанам Чехословакии», из которых 25 человек (включая одного советского гражданина, которому Кох проткнул шомполом живот) затем расстреляли по приговорам, утвержденным министром Франком. Однако в приговор Минского процесса этот эпизод в Брно не вошел.
Непосредственно в обвинительное заключение (а затем в приговор) преступления за пределами СССР были включены в отношении подсудимых Хабаровского процесса.

## Исполнение смертных приговоров
На судебных процессах 1943—1946 годов часть осуждённых приговорили к смертной казни через повешение. Исполнение этого наказания проводили публично — на площадях в дневное время. Тела казнённых оставляли на всеобщее обозрение на несколько дней. При этом тела осуждённых охранялись от возможного нападения местных жителей.
Яков Айзенштадт (секретарь военного трибунала Армавирского гарнизона Северо-Кавказского фронта) связывал введение охраны с инцидентом в Армавире, где весной 1943 года за военные преступления был осуждён и публично повешен по указу от 19 апреля 1943 года начальник полиции Армавира Сосновский:

К назначенному времени площадь была заполнена народом. На деревьях и крышах окрестных домов расположились мальчишки. Сосновский находился в кузове грузовой автомашины. Председатель Военного трибунала огласил приговор. На шею Сосновского надели петлю, автомашина отъехала, и казнь свершилась. Но в этот момент произошло неожиданное. По Указу от 19 апреля 1943 года повешенный должен был висеть на площади три дня для публичного обозрения. Однако, как только автомашина отъехала, к повешенному подскочили инвалиды войны и стали палками и костылями его бить. В результате обнажилось тело. Этот инцидент был учтён и при последующих повешениях в Краснодаре и Харькове место казни тщательно охранялось воинскими подразделениями…
Известен случай нападения на тела повешенных 3 февраля 1946 года по итогам Рижского судебного процесса. Отец историка Арона Шнеера в качестве курсанта школы милиции охранял место казни и потом рассказывал сыну, что к повешенным подбегали люди и били тела палками, а с одного трупа сдернули штаны. Очевидец казни Маргерс Вестерманис рассказывал, что штаны сдёрнули с трупа Еккельна.
Власти способствовали тому, чтобы на повешении присутствовали желающие. Так, 1 февраля 1946 года были повешены в 12 часов дня на Базарной площади Великих Лук восемь осуждённых на Великолукском процессе. Для желающих присутствовать на казни были пущены бесплатные поезда из Западной Двины, Невеля, Торопца и Новосокольников.

## Расходы на процессы
Кандидат исторических наук Дмитрий Асташкин привел стоимость расходов на один открытый процесс — около 55 тысяч рублей. Сумма затрат на один процесс была огромной для многих советских граждан, но была сопоставима с теми суммами, которые получали в персональном порядке близкие родственники скончавшихся советских граждан, имевших «исключительные заслуги в области революционной, военной, профессиональной и общественной деятельности и советского строительства, науки, искусства и техники». Так, в 1946 году (с сообщением в СМИ) внучка скончавшегося академика Николая Бурденко получила пенсию 500 рублей до получения ею высшего образования, а две сестры того же академика пожизненные пенсии по 700 рублей в месяц. Минимальные же пенсии по старости и по инвалидности в СССР в то время составляли (в зависимости от группы инвалидности) от 25 рублей до 50 рублей.

## Статистика процессов: численность и состав осуждённых
Кандидат исторических наук Дмитрий Асташкин привел цифру осуждённых на 21 открытом процессе — 252 иностранных военнослужащих из Германии, Австрии, Японии, Венгрии и Румынии. Все они были мужчинами. По национальности осуждённые распределялись:
- 220 немцев (включая австрийца Кандлера[80]);
- 13 венгров;
- 12 японцев;
- 7 румын.

Все повешенные были немцами. Это было связано с тем, что процессы над венграми (Черниговский), румынами (Кишиневский) и японцами (Хабаровский) прошли после отмены в СССР смертной казни. Большинство процессов над иностранными военнослужащими — 16 из 19 были чисто «немецкими» по составу подсудимых.
Почти все осуждённые были военнослужащими. Исключением был осуждённый на Киевском процессе зондерфюрер Фриц Беккенгоф, бывший сельскохозяйственный комендант Бородянского района Киевской области.

## Судьба осуждённых к каторжным работам

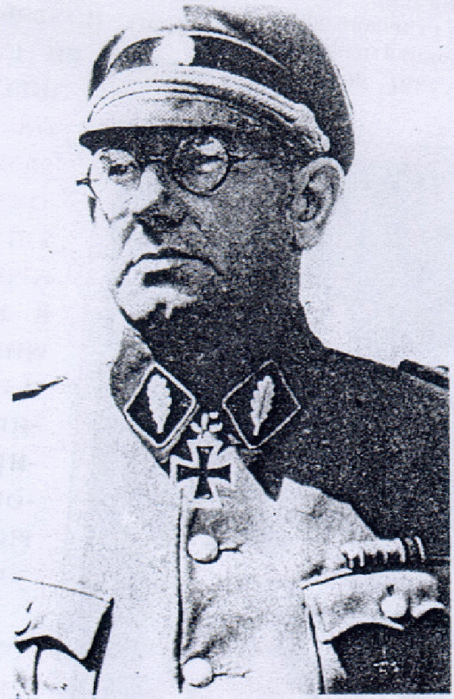
Гельмут Беккер, казнённый за саботаж каторжных работ

Для отбытия каторжных работ осуждённых на открытых процессах с конца 1947 года отправляли в специально созданное для них лагерное отделение со строгим режимом в составе Воркутлага. Эта отправка была предписана распоряжением МВД СССР № в731 от 21 ноября 1947 года:

Военнопленных и интернированных, осуждённых советскими судами (трибуналами) по делам о злодеяниях немецко-фашистских захватчиков на территории СССР к разным срокам наказания в исправительно-трудовых лагерях, независимо от их физического состояния направлять для отбытия наказания в Воркутлаг МВД — ст. Воркута Северо-Печорской ж. д.
Осуждённые к каторжным работам на Хабаровском процессе были в марте 1950 года помещены в специальный для военнопленных № 48 (Чернцы, Ивановская область), где отбывали наказание с комфортом.
Большинство осуждённых к каторжным работам дожили до 1955 года. Некоторые умерли в заключении (в частности, осуждённый на Новгородском процессе Курт Херцог и осуждённый на Витебском процессе Мюллер-Бюлов). Из 12 осуждённых на Хабаровском процессе 2 умерли в СССР. Осуждённый Т. Такахаси умер в лагере для военнопленных № 48 (Чернцы, Ивановская область) от кровоизлияния в мозг. Т. Карасава покончил жизнь самоубийством в 1956 году в лагерной бане.
Известен один случай, когда осуждённый к каторжным работам (генерал-майор Гельмут Беккер, осуждён на Полтавском процессе) был казнён за саботаж каторжных работ. Некоторые из осуждённых к каторжным работам были освобождены за отбытием наказания. В частности, Политбюро ЦК ВКП(б) 7 октября 1951 года приняло решение об освобождении ефрейтора Кикути Норимицу в связи с завершением срока заключения. Осуждённый Юдзи Курусима был освобожден по истечении срока заключения в 1952 году и также вернулся в Японию. Впрочем, большинство осуждённых к каторжным работам по итогам открытых процессов имели длительные сроки (часто по 25 лет) и потому на освобождение до 1955 года за отбытием наказания не имели шансов.
В 1955—1956 годах осуждённые на открытых процессах к каторжным работам были репатриированы. Так, генералы Хиттер и Гольвитцер (осуждённые на Витебском процессе) были отправлены в 1955 году в ФРГ через пересыльный лагерь № 284 (Брест), причем перед отправкой им выдали четырехдневный сухой паек (копченая колбаса, масло, сыр, икра, консервы и конфеты) и переодели в новую одежду (костюмы с галстуками, драповые пальто, новые туфли и фетровые шляпы).
При репатриации следственные дела вместе с осужденными переданы не были. В результате переданные для дальнейшего отбытия наказания стали его отбывать только в ГДР и Венгрии. Переданные же иным странам не отбывали оставшееся наказание.
В ФРГ были попытки привлечь репатриированных за иные военные преступления. В частности, в 1964 году прокуратура Амберга вела расследование в отношении Ф. Гольвитцера. В 1968 году было подано в Центральное ведомство управлений юстиции земель ФРГ по преследованию нацистских преступлений обращение об участии Гольвитцера в уничтожении 18 поляков в деревне Торшенис (в период польской кампании 1939 года). Однако в обоих случаях генерала не судили, и Гольвитцер умер на свободе в 1977 году.

## Попытки реабилитации осуждённых на открытых процессах
После распада СССР в России был реабилитирован (до 1998 года во внесудебном порядке) ряд осуждённых за военные преступления иностранцев. Решался вопрос о реабилитации венгров и немцев, осуждённых на Черниговском процессе. Решением Главной военной прокуратуры Российской Федерации, вынесенным в начале 2000-х годов, осуждение Алдя-Пап и 15 иных лиц на Черниговском процессе было признано законным, а осуждённые были признаны не подлежащими реабилитации.
Была сделана попытка реабилитировать осужденных на Хабаровском процессе. В 1993—1994 годах Главная военная прокуратура Российской Федерации в связи с обращением Японской ассоциации бывших военнопленных рассмотрела материалы уголовного дела № Н‑20058 (по Хабаровскому процессу) и вынесла постановление об отказе в реабилитации. Определением Верховного суда Российской Федерации от 15 декабря 1994 года приговор
по Хабаровскому процессу был оставлен в силе.

## Международно-правовое значение процессов

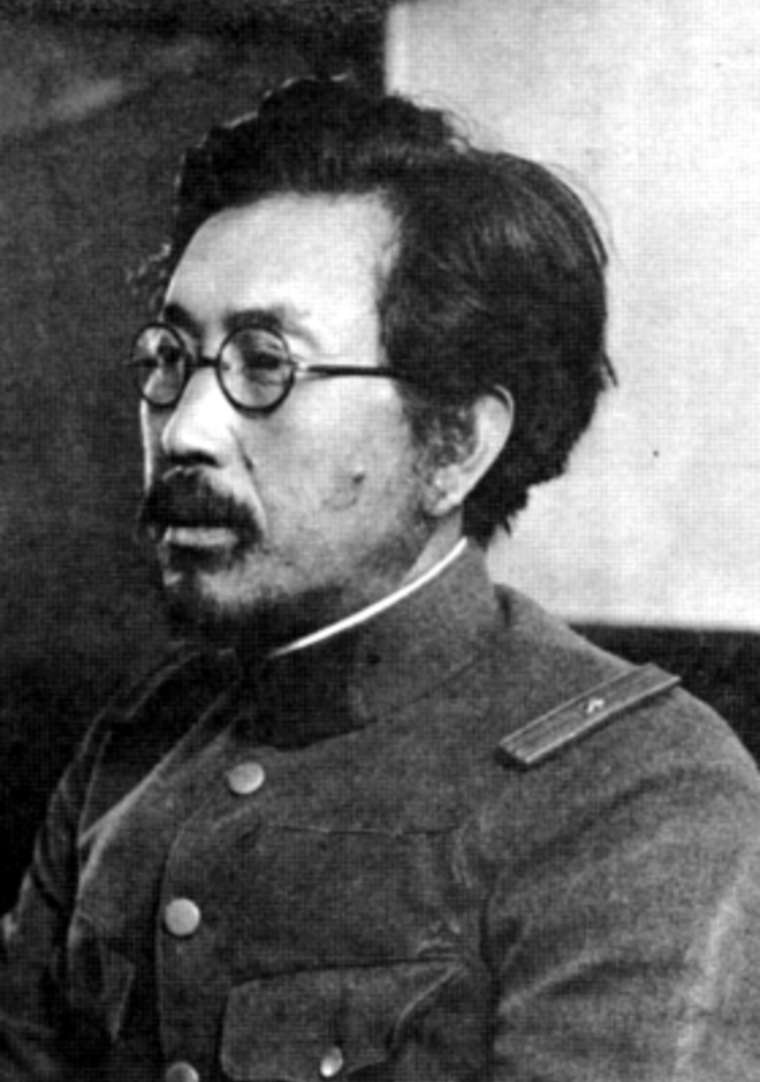
Сиро Исия

Один из судей Токийского процесса — Берт Ролинг — писал, что ему «впервые стало известно о японских зверствах в результате суда в Хабаровске». При этом американская администрация в Японии знала и скрывала информацию о фактах разработки японцами бактериологического оружия — по просьбе главного обвинителя Токийского процесса Джозефа Кинана СССР готовил к отправке в Токио свидетелей, выявленных среди военнопленных.
Факт использования японцами бактериологического оружия подтверждался также свидетельством, опубликованным независимо от Хабаровского процесса. Врач-коммунист Генрих Кент, работавший врачом во время японо-китайской войны, опубликовал в газете компартии Австрии «Фольксштимме» 24 июля 1949 года свой рассказ о том, что он наблюдал применение японцами бактериологических средств в Китае. После Хабаровского процесса свидетельство Кента было опубликовано в газете «Дер Абенд» (4 января 1950 года) и в «Правде» (5 января 1950 года).
В связи с публикацией свидетельства Кента С. А. Голунский и Е. Г. Забродин предложили поручить заместителю Верховного комиссара СССР в Австрии А. С. Желтову «выяснить возможность получения от венского врача Кента подробного заявления об известных ему фактах применения японцами бактериологических средств в войне с Китаем».
По итогам Хабаровского процесса советская сторона рассматривала вопрос об организации нового международного суда над японцами. К служебной записке поданной 3 января 1950 года на имя А. Я. Вышинского прилагался «список военных преступников, находящихся вне СССР и упоминавшихся в материалах военного трибунала в Хабаровске» из 48 фамилий.
Изучив представленные Прокуратурой СССР следственные документы Хабаровского процесса, сотрудники Министерства иностранных дел СССР Е. Г. Забродин и заместитель начальника договорно-правового управления П. Д. Морозов 16 января 1950 года докладывали А. Я. Вышинскому, что в материалах Хабаровского процесса не выявили убедительных аргументов вины Хирохито, и предложили в служебной записке:

…для изобличения Хирохито собрать доказательства, уличающие его в том, что, подписывая указы о создании отряда 731, он знал о характере действий деятельности отряда или получал сообщения по подготовке к бактериологической войне
Забродин и Морозов предложили вновь допросить «лиц, проходивших по Хабаровскому процессу… специально по вопросу о роли Хирохито в подготовке и применении бактериологической войны».
По итогам Хабаровского процесса советское правительство в ноте просило Великобританию, США и Китай арестовать и организовать международный процесс (со ссылкой на Женевский протокол от 25 июня 1925 года) над Сиро Исии и иными лицами, скрывшимися в Японии. 3 февраля 1950 года в «Правде» была опубликована советская нота, в которой сообщалось о Хабаровском процессе и указывалось на необходимость наказать «других главных организаторов и вдохновителей этих чудовищных преступлений», которые были названы поимённо:
- Хирохито, по специальному секретному указу которого «на территории Маньчжурии был создан центр японской армии по подготовке бактериологической войны и применению бактериологического оружия»;
- Исии Сиро, генерал-лейтенант медицинской службы, чья «активная организующая роль… в преступной подготовке и практическом применении бактериологического оружия» была полностью доказана на Хабаровском процессе;
- Китано Масадзи, генерал-лейтенант медицинской службы, руководивший отрядом № 731 с августа 1942 года по март 1945 года;
- Вакамацу Юдзиро, генерал-майор ветеринарной службы, начальник отряда № 100 в 1941—1945 годах, занимавшегося производством бактериологического оружия, заражениями водоёмов, пастбищ и скота опасными болезнетворными бактериями и экспериментами над живыми людьми;
- Касахара Юкио, генерал-лейтенант, начальник штаба Квантунской армии в 1942—1945 годах, осуществлявший «руководство подготовкой бактериологической войны против СССР».

Таким образом, список потенциальных обвиняемых сократился за месяц с 48 до 5 фамилий.
На советскую ноту согласием ответила Китайская Народная Республика.
11 мая 1950 года Государственный департамент США получил советскую дипломатическую ноту о предании суду Сиро Исии, Китано Масадзи, Вакамацу Юдзиро и Касахара Юкио. Также СССР предлагал в связи с обстоятельствами, установленными в ходе Хабаровского процесса, предать суду императора Хирохито как военного преступника. 3 февраля 1950 года МИД СССР получил ответную ноту от Государственного департамента США, в которой указывалось на то, что решение Дальневосточной комиссии от 3 апреля 1946 года рекомендовало исключить японского императора из списка обвиняемых на Международном военном трибунале для Дальнего Востока, а также на то, что Советский Союз не внес на рассмотрение в этот список кандидатуру Хирохито. Поэтому предложение советской стороны, как указывалось в ноте Госдепартамента США, «явным образом ставит под сомнение истинные цели советской ноты».
В итоге пять японцев, указанных в советской ноте, так и не были преданы суду. К тому же в 1950 году началась Корейская война. В условиях этого конфликта 21 февраля 1952 года Мао Цзэдун в письме И. В. Сталину обвинил американцев в использовании японских разработок бактериологического оружия:

Из числа видных японских военных преступников бактериологической войны, которые были упомянуты в ноте советского правительства от 1 февраля 1950 г., три человека, а именно Исии Сиро, Вакама[ц]у Юдзиро и Китано Масадз[и], в настоящее время находятся в Корее. Они взяли с собой все оборудование, необходимое для ведения бактериологической войны, в том числе бациллоносителей холеры и чумы и газы, действующие разрушающе на кровь человека, а также различное оборудование для распространения бациллоносителей. Японские военные преступники бактериологической войны с ведома американцев используют китайских и корейских военнопленных для испытания бактериологического оружия… Еще в марте 1951 г. начальник отдела санитарного благосостояния при Главном штабе войск ООН бригадный генерал Семс на бактериодесантном судне № 1091 прибыл в порт Гензан, а затем он посетил остров Киосейто, где под его наблюдением и руководством производились испытания бактериологического оружия на китайских и корейских военнопленных… На этот раз действия противника, направленные на распространение бациллоносителей, схожи с действиями и методами, которые применялись военными преступниками бактериологической войны Исии Сиро и другими японскими военными преступниками бактериологической войны в период японо-китайской войны.

## Реакция современников на открытые процессы
Структуры Министерства государственной безопасности СССР на местах собирали высказывания современников о состоявшихся открытых процессах. При этом информацию собирали через осведомителей — то есть граждане не знали, что их высказывания фиксируются.
Собранная справка («спецсообщение») отправлялась первому секретарю обкома ВКП (б) и в МГБ и, как правило, состояла из двух блоков:
- Лояльные мнения;
- Нелояльные высказывания.

Например, о Новгородском процессе Управление Министерства государственной безопасности составило 4 спецсообщения (в них вошли 55 «наиболее характерных высказываний» о Новгородском процессе). Большинство высказываний было о виновности подсудимых:

Процесс над немецко-фашистскими военными преступниками пользуется неослабным вниманием среди всех слоев населения гор. Новгорода и области, и оживленно комментируется. Большинство лиц, отмечая злодеяния немецко-фашистских оккупантов, высказывают пожелания о строгом наказании обвиняемых…
Советские граждане сомневались в эффективности советского суда, полагая, что немецких преступников накажут малыми сроками, репатриируют, создадут очень мягкие условия заключения. Такая точка зрения была характерна даже для некоторых представителей советского суда. Судебный заседатель Военного трибунала Е. Иванова в перерыве суда заявила:

Немцев судят, а они сидят и посмеиваются над нашими заседателями, так как знают, что им за это ничего не будет. Существующие у нас законы писаны не для них, а наши только создают видимость, что карают. Все равно их потом придется освободить из-под стражи и отпустить к себе на родину.
При этом к меньшинству, которое пыталось оправдать действия подсудимых исполнением приказов, относились также некоторые представители интеллигенции, работавшие в сфере идеологии. В частности, Михаил Пришвин в своем дневнике 1946 года осудил как Нюрнбергский, так и советские открытые судебные процессы, написав следующее:

Вот теперь читаешь в газетах о судах: Вы расстреливали детей? — Да, расстреливал. — Собственной рукой? — Да, первым — чтобы подать пример. — А у вас есть свои дети? — Есть. — Как же Вы могли? — Я как член партии выполнял дело расовой теории, показывая пример мужества, это мой Pflicht (долг).
…Итак, за что же их судят? Только за послушание, то есть за то, что он, добрый человек, послушался приказа воли, ныне объявленной злою. Но если бы с атомной бомбой Гитлеру удалось поспеть раньше Америки, то воля Америки была бы названа злой, и тот же немец получил бы награду за расстрел детей. Значит, суд — это есть суд человеческий, как продолжение той же силы войны: суд как торжество победителя. Немцы сделали все для победы, но победа вышла на другой стороне.

…Отказался смотреть на повешенных (фильм Нюрнбергский), боюсь, что останется в глазах.
Фотокорреспондент «Новгородской правды» П. Махов признавал зверства подсудимых Новгородского процесса, но (как Пришвин) считал, что немцы не могли не исполнить приказ Гитлера. Кроме того, Махов оправдывал преступления подсудимых также действиями советских партизан:

Я не нахожу здесь большой вины со стороны немцев. Была война и попробуй не выполнить приказ начальства, так и самого расстреляют. Над этими генералами, которых сейчас судят, были еще старшие начальники. Тут надо судить Гитлера — он всему виновник. Притом немцы так зверствовали потому, что на них партизаны нападали — значит, борьба. А вот я был в Шимском районе за Шелонью, так там ни одного плохого слова про немцев не слышал. Наоборот, даже хвалят, что немцы хорошо относились. Население не трогали, даже своих лошадей и людей давали обрабатывать землю, а налоги брали небольшие…
Возложение вины на партизан было зафиксировано в высказываниях некоторых очевидцев процессов из числа местных жителей. Например, уборщица театра Е. И. Корнилова говорила о подсудимых Новгородского процесса:

Все же суд несправедлив. За что их судят? Ведь они выполняли приказ Гитлера. Наши тоже слушали (назвала имя одного из руководителей партии и правительства), сжигали города и расстреливали немцев…
Высказывались современниками сомнения и в доказательствах, которые были представлены советской общественности. Так, сотрудник Шимского райфо Васильев, осматривая выставку злодеяний немецких военных преступников (в связи с Новгородским процессом), сказал:

В этих фотоснимках много преувеличили и приписали немцам. Здесь много разрушено и нашими войсками…
После смерти Сталина о процессах в СССР писали, но порой очень неполно. В частности, в книге «Воздаяние нацистским преступникам» (вышла в Москве в 1961 году) журналист Борис Полевой так вспоминал о процессах:

Настоящее возмездие нацистскому миру наступило сразу после Нюрнбергского процесса. Приговор главным нацистским преступникам дал сигнал к производству множества судебных дел в городах на бывших оккупированных территориях СССР. В 1945—1947 гг. подобные судебные процессы прошли в Ленинграде, Киеве, Харькове, Смоленске, Брянске, Николаеве, Великих Луках, Риге и Севастополе. Полторы тысячи нацистских преступников понесли заслуженное наказание. Публичное исполнение смертных приговоров проводилось вплоть до 26 мая 1947 года, когда Указом Президиума Верховного Совета СССР смертная казнь была отменена и высшая мера наказания по уголовному законодательству составляла 25 лет лагерей…
В этом коротком тексте Полевой допустил сразу несколько ошибок. Во-первых, отнес Харьковский процесс 1943 года к периоду 1945—1947 годов. Во-вторых, ошибочно указал, что «сигнал» к производству открытых процессов дал приговор Нюрнбергского процесса, чего быть не могло, так как на момент завершения Рижского и Ленинградского процессов еще не был вынесен приговор Нюрнбергского трибунала. В-третьих, в числе открытых процессов 1945—1947 годов Полевой назвал только 8 судебных процессов (из них 1 ошибочно), тогда как за этот период в СССР прошли 17 открытых судебных процессов над иностранными военными преступниками. В-четвертых, явно недостоверной была цифра в полторы тысячи осужденных на процессах. На самом деле на открытых процессах 1945—1947 годов в СССР осудили 223 иностранца за военные преступления (85 человек в 1945—1946 годах и 138 человек в 1947 году).

## Жалобы подсудимых на пытки
После репатриации в ФРГ некоторые осуждённые говорили о том, что к ним применяли жестокие методы следствия. В частности, историк Манфред Цайдлер приводит краткие цитаты из высказываний осуждённых на Новгородском процессе (из-за краткости невозможно понять, на какого именно следователя жалуется осуждённый) на следующие методы:
- Вернер Финдайзен говорил, что были «пытки инструментами»;
- Иоганн Кайрат называл «допрос перед горячей печью, запугивания, карцер, голод, побои»;
- Вилли Моль рассказывал, что «во время всего допроса в лагере обращались наихудшим образом».

Из советских документов известно, что жалобы обвиняемых на пытки изучались советскими органами. Так, Вернер Финдайзен заявил на допросе, что невиновен, и отказался от ранее данных показаний на том основании, что дал их, так как к нему в МВД Татарской АССР применялись недозволенные методы следствия. При этом Финдайзен агенту-осведомителю в камере говорил:

Если меня будут судить, то на суде откажусь от своих показаний, а когда вновь будут допрашивать, я подпишу любые показания.
Показания Финдайзена были перепроверены — на место инкриминируемых ему деяний выехал следователь. Но на суде Финдайзен от своих показаний не отказывался, и в документах следствия других его жалоб кандидат исторических наук Дмитрий Асташкин не нашел. Заявление об избиениях на допросах в лагерном отделении № 22 Риги сделал обвиняемый Фриц Хаббе. В связи с этим в Ригу был сделан запрос с просьбой взять у указанного следователя объяснение по существу заявления Хаббе.

## Оценки профессиональных историков
Немецкий историк Манфред Цайдлер отметил юридическую полноценность открытых судов 1946—1947 годов:

Все процессы были публичными и — что характерно для публичных и показательных процессов — отличались высокой степенью правовой формальности, к которой относилось помимо допроса свыше 300 свидетелей также и право обвиняемых на юридическую защиту. Советская пресса подробно освещала события, происходившие в залах судебных заседаний, отчасти дословно цитируя высказывания свидетелей и обвиняемых…

## Публикация документов судебных процессов
Материалы каждого открытого процесса обширны — до пятидесяти томов. По состоянию на 2015 год большинство документов открытых судебных процессов хранились в архивах бывших управлений КГБ, в ряде случаев были засекречены и потом оставались недоступны исследователям.
Имелись случаи, когда материалы судебного процесса были рассекречены частично. По состоянию на 2020 год исследователям доступны только два тома Ленинградского судебного процесса (№ 11 и № 12) с материалами следствия (показания обвиняемых Янике, Скотки, Зоненфельда и протоколы их опознания по фотографиям). Остальные материалы Ленинградского процесса (по состоянию на 2020 год) засекречены, хранятся в Центральном архиве ФСБ и не выдаются исследователям.
Часть документов была опубликована сразу же — либо до вынесения приговора, либо непосредственно после вынесения приговора (в специальных брошюрах).
Некоторая часть документов была опубликована исследователями. В 2005 году в книге М. Н. Петрова были впервые опубликованы некоторые документы Новгородского процесса (в том числе приговор) из архива Управления ФСБ по Новгородской области и Центрального архива ФСБ.
В 2011 году Юлия Кантор опубликовала некоторые документы по Рижскому процессу. Поэтому о судебных процессах историки часто могли судить по косвенным источникам — публикациям в советских газетах, воспоминаниям очевидцев, документальным фильмам, снятым по итогам процессов, а также на основании изданных после процессов брошюр.
Также существует научно-популярный проект Российского военно-исторического общества «Советский Нюрнберг» о 21 советском суде над военными преступниками в 1943—1949 годах (автор — кандидат исторических наук Дмитрий
Асташкин). На сайте были опубликованы (по состоянию на 2019 год) сотня архивных документов, копии публикаций из СМИ 1940‑х годов, фотографии и кинохроника судов.
Кроме того, по состоянию на 2021 год сканы некоторых документов по отдельным (Рижскому, Великолукскому и другим) процессам (приговоров, обвинительных заключений, протоколов допросов свидетелей и подсудимых) размещены на сайте федерального архивного проекта «Преступления нацистов и их пособников против мирного населения СССР в годы Великой Отечественной войны 1941—1945 гг.»
В январе 2021 года ФСБ России представила 28 томов уголовного дела Киевского процесса.

## Изучение процессов историками
С 2016 года на франко-российский грант проводились трехлетние исследования судов на территории СССР на базе Научно-исследовательского центра Новгородского государственного университета в рамках трехлетнего международного проекта «Советские судебные процессы над военными преступниками в 1943—1991 гг.: цели, функции и эффекты избирательной медиатизации». От России было 9 исследователей (во главе с Дмитрием Асташкиным), а от Франции тоже 9 исследователей (во главе с Аленом Блюмом). Координатором обеих команд была Ванесса Вуазен. Во французскую команду были включены юрист, историки кино и специалисты по
истории СССР. Исследователи не только выявили новые архивные источники из 20 архивов России, Латвии, Литвы, Украины и Израиля, но также провели записи интервью с организаторами и зрителями судебных процессов на территории России и Прибалтики.

## Документальные фильмы о процессах
На основе процессов советскими кинорежиссерами были сняты документальные фильмы:
- «Суд идет» (о Харьковском судебном процессе), режиссер Илья Копалин, 1943 год;
- «Приговор народа» (о Ленинградском судебном процессе), режиссер Л. Киказ, оператор Е. Учитель, 1946 год, Ленинградская студия документальных фильмов).

Документальные фильмы в 1940-е годы сняли не обо всех открытых судебных процессах. В частности, о Новгородском судебном процессе не стали снимать тогда документальный фильм.
- Документальные фильмы об открытых судебных процессах, снятые в 1940-е годы
- «Суд идёт» (о Харьковском процессе)
- «Приговор народа» (о Ленинградском процессе)
- Материалы к документальному фильму о Киевском процессе
- Материалы к документальному фильму о Рижском процессе
- Судебный процесс в Смоленске

В 1970 году в СССР о Хабаровском процессе был снят документальный фильм «Вне закона» («Центрнаучфильм», режиссёр Д. Ю. Федоровский).
После распада СССР был выпущен цикл документальных фильмов «Без срока давности» (художественный руководитель и сценарист — бывший сотрудник прокуратуры СССР Александр Звягинцев):
- «Да судимы будете» — о Новгородском судебном процессе;
- «Мертвая зона — живой щит» — о Севастопольском судебном процессе;
- «Пепел зимнего волшебства» — о Минском судебном процессе.

В 2019 году Севастопольская государственная телерадиокомпания сняла документальный фильм «Севастопольский Нюрнберг» о Севастопольском судебном процессе. Режиссер и автор сценария — Константин Ковригин.
Летом 2021 года был снят документальный телевизионный сериал об открытых судебных процессах:
- «Военные трибуналы. Краснодарский процесс. Цена измены» с участием кандидата исторических наук Дмитрия Асташкина, показан на телеканале «Звезда»;
- «Военные трибуналы. Харьковский процесс. По следам трагедии» — о Харьковском процессе 1943 года, показан на телеканале «Звезда» 5 октября 2021 года.

Также в 2021 году был снят двухсерийный документальный фильм «Виновность доказана» — про Новгородский, Смоленский и Великолукский процессы, в котором снялись историки Дмитрий Асташкин и Борис Ковалёв.

## В культуре
16 — 17 декабря 2017 года в Великом Новгороде состоялась премьера сценической реконструкции Новгородского судебного процесса — в том же зале суда, что и в 1947 году.
В 2023 году в Волжском была представлена сценическая реконструкция (совместный творческий проект Центра культура и искусства «Октябрь» и Волжского филиала Международного юридического института) под названием «Реквием 1942…02.09. Суд. Высший», посвященная Харьковскому судебному процессу.

## Интересные факты
- Подсудимый Ленинградского процесса Г. Янике успел дать показания на подсудимого Рижского процесса Вертера. При этом Янике был казнён до вынесения приговора Вертеру, которого тоже казнили.
- Подсудимый Рижского судебного процесса Дижон фон Монтетон был французом, но значился в деле как немец. Советский прокурор пояснил это обстоятельство следующим образом[121]:

Француз по крови — барон Дижон фон Монтетон считает себя, однако, немцем. Не будем оспаривать этого. Подсудимый Монтетон действительно стал в подлинном смысле слова гитлеровским немцем, — такими кровавыми делами отмечен его жизненный путь.